# Ardennes (département)
Pour les articles homonymes, voir Ardennes.
Les Ardennes (/aʁ.dɛn/) sont un département français de la région Grand Est. Sa préfecture est Charleville-Mézières et sa plus grande agglomération est Ardenne Métropole qui regroupe depuis 2014 les communes de Charleville-Mézières et Sedan ainsi que 56 autres pour un total de 121 253 habitants. En 2021 il s'agit de la 7e agglomération de la région Grand Est.
Le département est traversé dans sa partie septentrionale par la vallée sinueuse de la Meuse, de la Semois et de la Chiers ; c'est dans cette partie du département que se concentre l'essentiel des habitants et des activités. Charleville-Mézières et Sedan en sont les principaux centres urbains, aux côtés d'un tissu de petites villes dans l'extrême-nord du département (pointe de Givet). Le territoire est constitué de 4 régions naturelles. L'Ardenne, une chaîne de basse montagne au Nord, les plaines de Champagne au Sud, les forêts d'Argonne à l'Est et les bocages de Thiérache à l'Ouest.
L'Insee et La Poste lui attribuent le code 08.

## Géographie

### Le cadre géographique sommaire

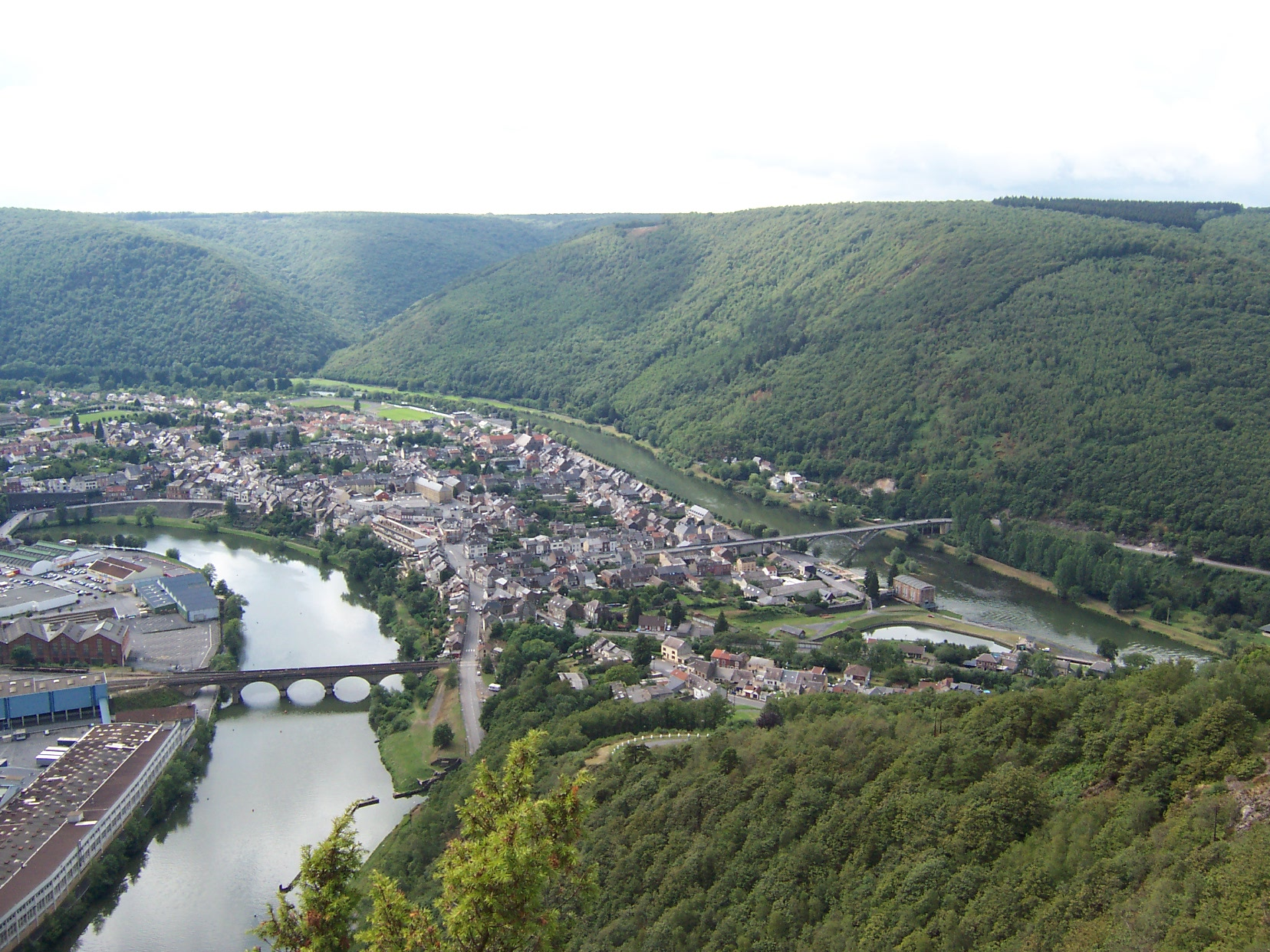
La vallée de la Meuse à Revin dans le nord du département des Ardennes.

Le département des Ardennes, voisin de la Picardie et de la Lorraine, appartient à la France du Grand-Est et fait partie de la région du même nom. 
Il est limitrophe des départements français de la Meuse à l'est, de la Marne au sud et de l'Aisne en région Hauts-de-France, à l'ouest.
Au nord, il confine avec la Belgique, plus précisément avec la Région wallonne (d'est en ouest : province de Luxembourg, province de Namur, province de Hainaut).
| Province de Hainaut ( Belgique) | Province de Namur ( Belgique) | Province de Luxembourg ( Belgique) |
| Aisne (Hauts-de-France)         | Ardennes                      | Meuse                              |
|                                 | Marne                         |                                    |

### Les données géographiques générales
Avec une superficie de 5 229 km2, le département des Ardennes est le plus petit des quatre départements qui formaient la région Champagne-Ardenne, dont il occupe la partie septentrionale. Il n'en présente pas moins une certaine diversité géographique.

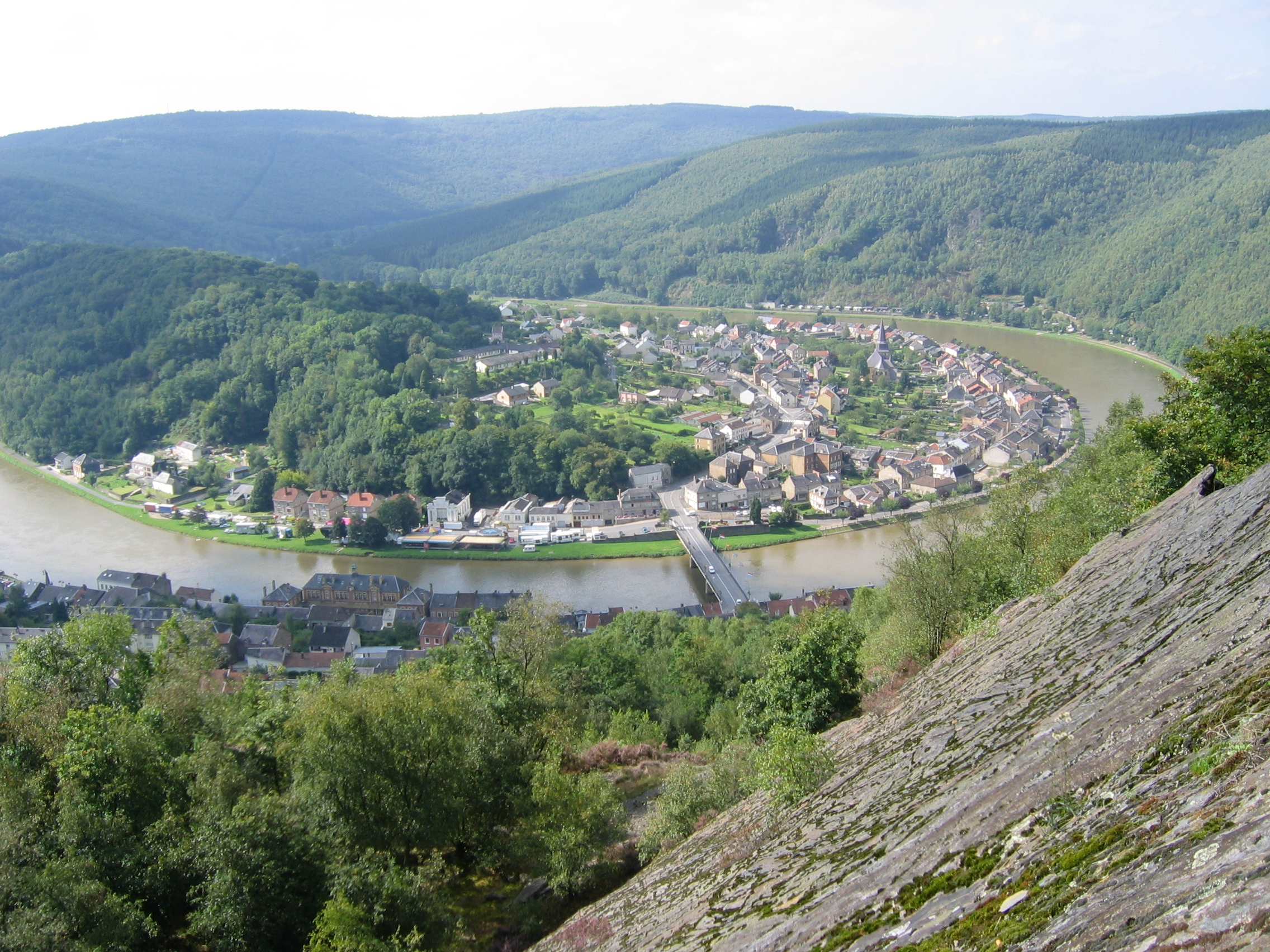
La Meuse qui arrose Monthermé s'écoule dans le nord du département des Ardennes.

Unique département frontalier de l'ex-région Champagne-Ardenne (avec la Belgique), il doit son nom à une vaste région naturelle, l'Ardenne, plateau profondément entaillé par la Meuse et ses nombreux affluents, qui s'étend surtout sur la partie wallonne du sud de la Belgique, mais aussi au Luxembourg ainsi qu'en l'Allemagne (Eifel) et, ailleurs en France, au nord du département voisin de la Meuse en Lorraine.
Son point culminant dans le département est situé sur le versant méridional de la Croix-Scaille (situé entre la commune française des Hautes-Rivières et la commune belge de Gedinne) à 504 m d'altitude.
C'est dans cette partie du massif ardennais que serpente la Meuse, le deuxième plus ancien fleuve du monde, en une pittoresque vallée, connue localement comme « la valleye ». S'écoulant dans la partie septentrionale du département des Ardennes, elle arrose d'amont en aval les villes principales de Sedan, Charleville-Mézières et Givet. Elle reçoit de nombreux affluents dont les principaux dans le département sont la Semois et la Chiers.
Au sud du département où coule l'Aisne s'étend la vaste plaine dénudée de la Champagne crayeuse, anciennement dénommée Champagne pouilleuse, prolongée au sud-ouest par la petite région céréalière du Porcien, tandis que la Thiérache à l'ouest et l'Argonne à l'est, franges herbagères, constituent des terroirs très fortement individualisés.

Paysages des Ardennes :
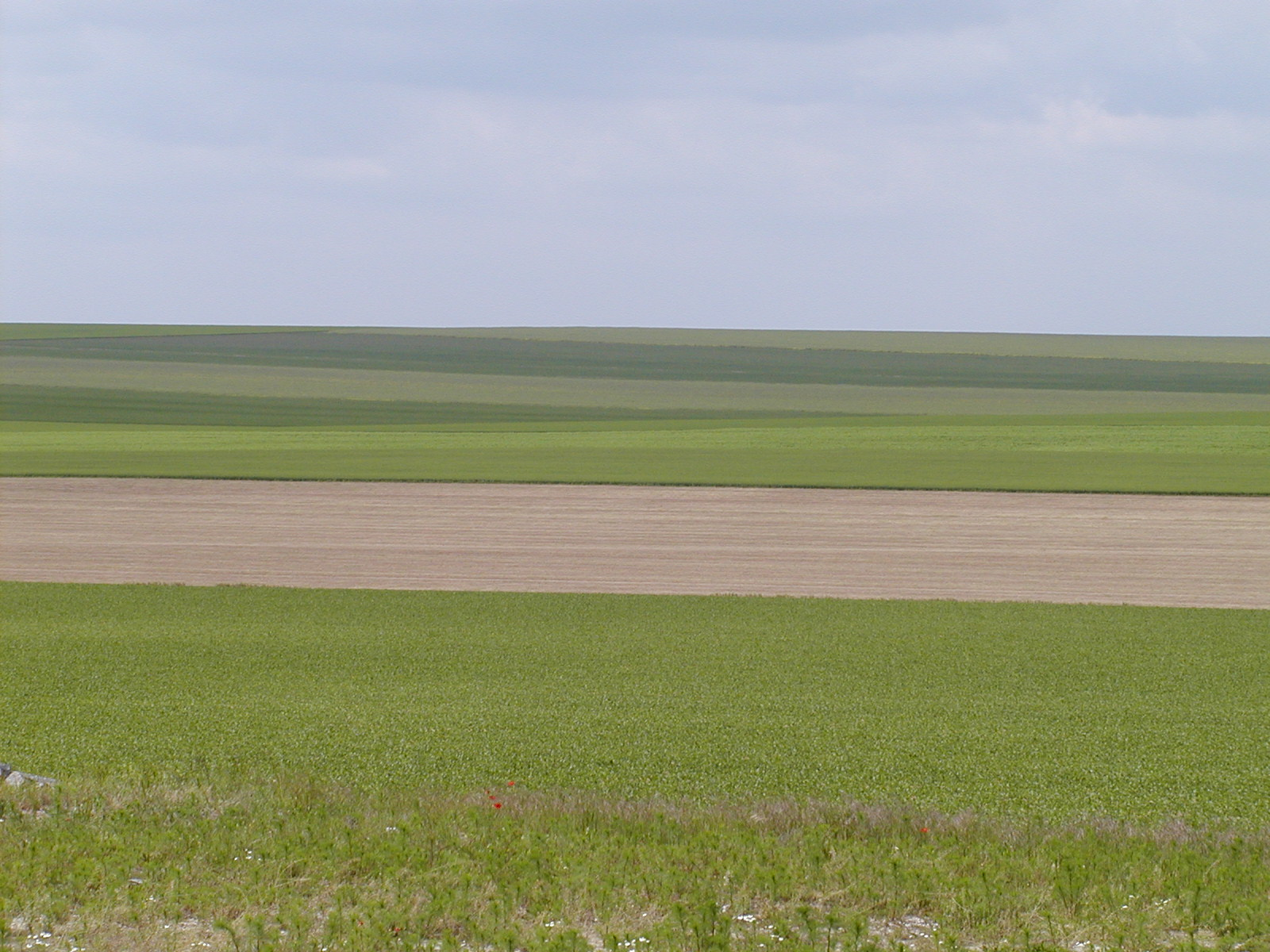
Un paysage typique de la Champagne crayeuse dans le sud du département.
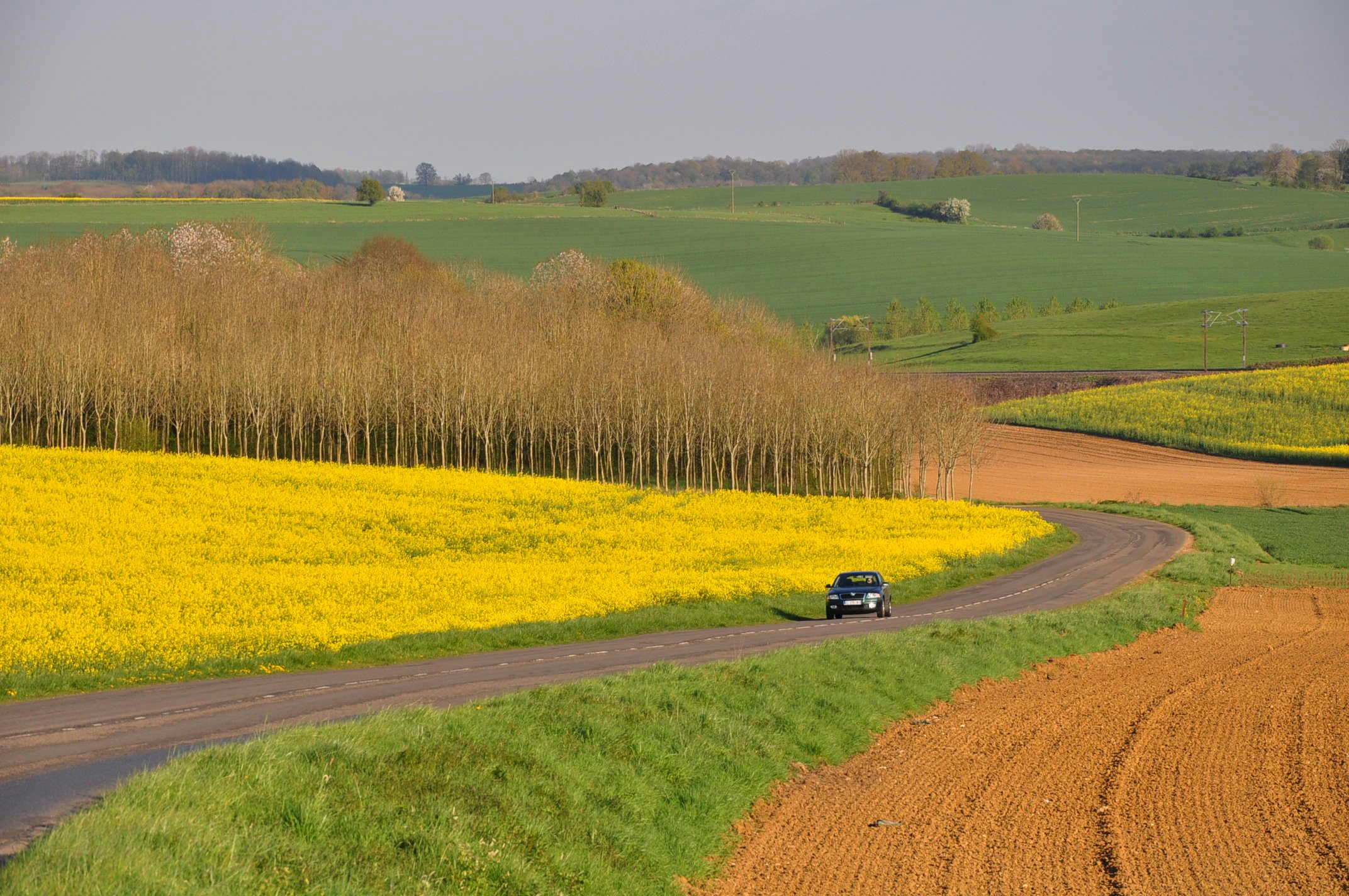
Printemps près de Logny-Bogny dans le nord-ouest.
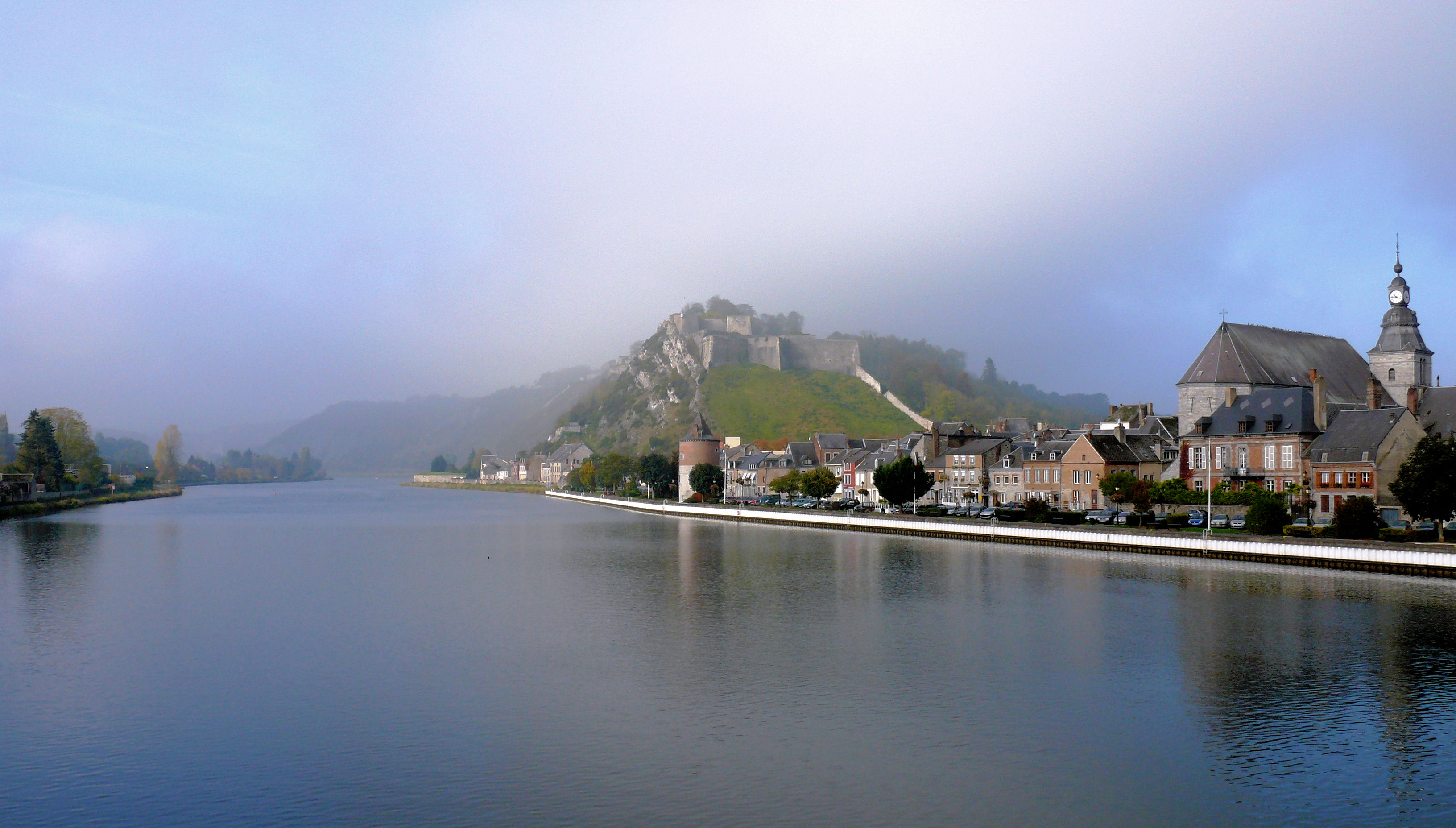
Vue de la vallée de la Meuse dans le nord du département à Givet.

### Climatologie
Le département des Ardennes ne bénéficie pas d'un climat uniforme sur tout son territoire, notamment pendant la période hivernale.
Dans la région située au nord du département qui va de la limite du département de l'Aisne et la frontière avec la Belgique jusqu'au centre du département aux environs du canton d'Omont et le sud de la vallée de la Meuse, le climat est considéré comme « continental dégradé » (fortes précipitations en automne et fréquentes gelées en hiver), alors que le reste du département subit un climat « océanique dégradé » ou « tempéré continental » (par rapport au climat océanique, les hivers sont plus froids et les étés plus chauds, les précipitations en plaine sont moins importantes et les vents perdent de leur force). Tout ceci découle de la situation géographique du département qui se trouve à mi-chemin entre la Manche, la mer du Nord et l'intérieur de l'Europe.

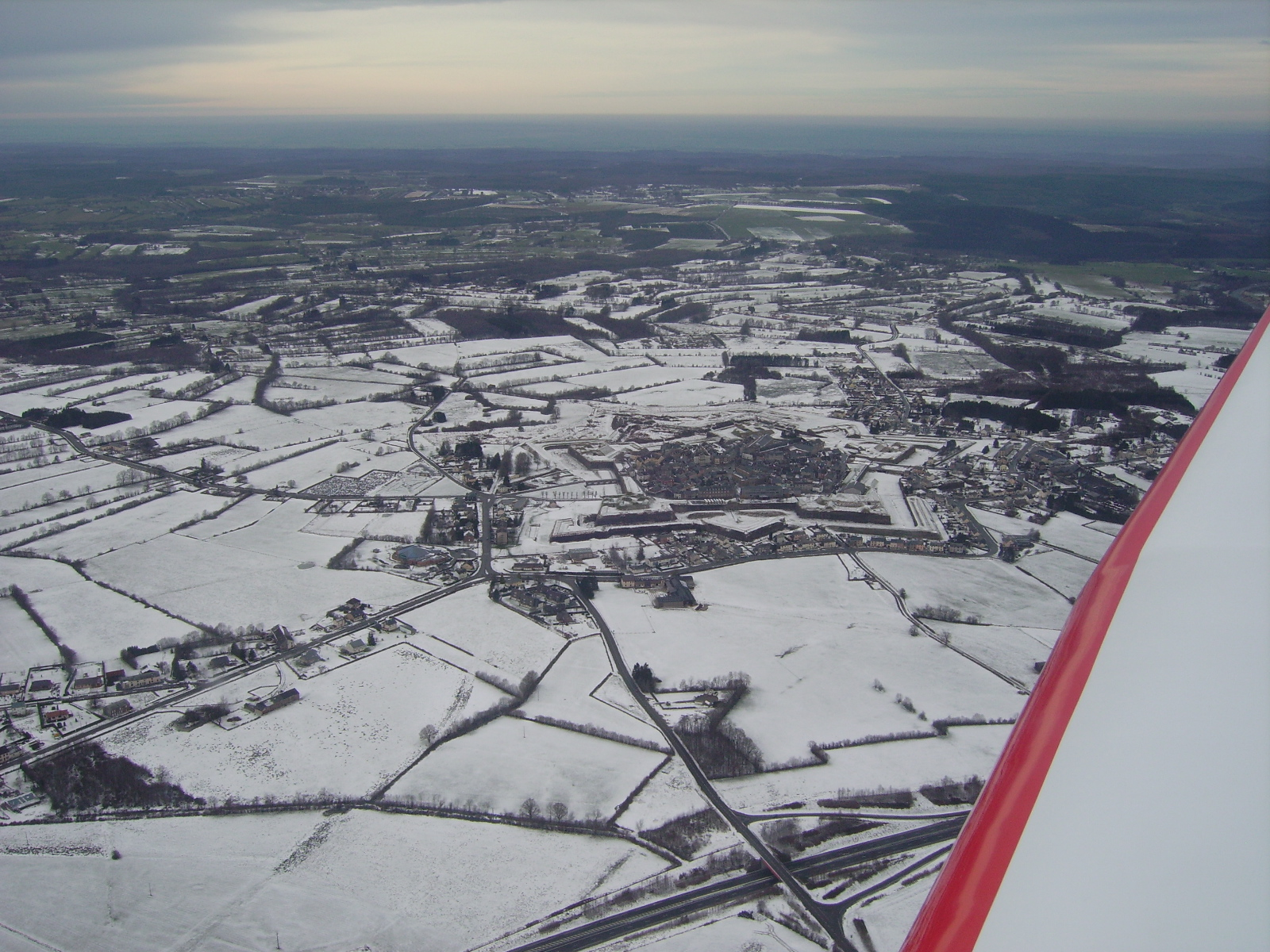
Rocroi sous la neige, une situation habituelle en hiver dans le nord du département des Ardennes.

Cette différence peut être aisément observée dans les faits. L'hiver est plus rigoureux et le risque de neige plus élevé à Rocroi, à Givet ou à Sedan, villes situées dans le nord du département où se trouvent les caractéristiques communes du climat dit continental dégradé.
Cette nuance du climat se remarque également par la différence de température avec les régions voisines. Le Nord-Pas-de-Calais et le Bassin parisien bénéficient des influences maritimes de la Manche, du pas de Calais et de la mer du Nord et, également, des conditions géophysiques par la présence d'un relief relativement plat.
Cette différence climatique est particulièrement prononcée par la présence du gel, notamment dans les vallées de la Meuse et de la Semoy et sur le plateau de Rocroi, ainsi que vers la Croix-Scaille où il est peut-être le plus marqué ; il a l'inconvénient de perdurer plus longtemps dans l'année et influe considérablement sur la végétation.

### Transports
De la gare de l'Est à Paris ont été mis en place des trains TGV directs pour Rethel (1 h 10), Charleville-Mézières (1 h 35), et Sedan (1h 50).
Le département est irrigué par les TER Grand-Est et possède une branche du réseau TER Hauts-de-France sur la ligne Lille / Charleville-Mézières. Le département possède 24 gares et arrêts ferroviaires répartis sur 4 lignes.
Un « Y » autoroutier constitués de l'A304 et de l'A34 relie Paris à Charleroi et Liège en Belgique via l'A4 Reims-Paris. L'A34 relie Reims à Sedan en passant par Charleville-Mézières tandis que l'autoroute A304 est le départ d'une liaison entre Charleville-Mézières et la frontière Belge vers Charleroi et Bruxelles.

## Démographie
Les habitants des Ardennes sont les Ardennais(es).

### L'évolution et la répartition de la population
Peuplé d'environ 330 000 habitants à la fin du XIXe siècle, le département des Ardennes a depuis subi deux déprises démographiques qui n'ont jamais permis au territoire de retrouver ce nombre. La première a été causée par les deux conflits mondiaux du XXe siècle. La population ardennaise évacuée dans les Deux-Sèvres et en Vendée n'est pas complètement revenue après les deux guerres. Au sortir de la seconde guerre mondiale, le département a connu une croissance démographique fulgurante, passant de 245 000 à 310 000 habitants en l'espace de 20 ans. Ce bond démographique, en plus d'être causé comme partout ailleurs en France par le baby-boom et la fin de la colonisation française, est lié à l'essor industriel du territoire. Les acieries, fonderies et forges tournent à plein régime et nécessite de la main d'œuvre essentiellement venue d'Italie et du Maghreb. Quelques années plus tard, à partir de 1975, malgré un taux de natalité toujours élevé (le plus fort taux en France en 1968), le département commence à perdre des habitants à la suite du déclin d'une économie alors essentiellement tournée vers l'industrie. Depuis 1975, le département perd en moyenne 900 habitants par an.
Les Ardennes sont marquées par une chute démographique des centres urbains et des communes rurales, tandis que les communes périurbaines stagnent voire gagnent des habitants. Cela s'explique par la recherche d'un meilleur cadre de vie, qui correspond au désir d'un grand nombre de personnes de se constituer un petit patrimoine immobilier, dont le modèle type est la maison avec un terrain, au détriment de la proximité avec le lieu de travail. Ce concept éminemment contemporain favorise les migrations pendulaires du travail, ou des allers-retours domicile-travail. C'est le phénomène devenu banal de la périurbanisation qui a gagné la France entière et auquel le département des Ardennes n'échappe pas non plus.
Au 1er janvier 2021, la population ardennaise s’établissait à 268 859 habitants. La population diminue dans le milieu urbain mais cinq fois moins que dans l’espace rural. La baisse limitée dans l’espace urbain, où résident deux tiers des Ardennais, résulte de deux dynamiques opposées. Les communes périurbaines gagnent 0,5 % d’habitants par an sur la période 1999-2006 au détriment des pôles urbains (centres-villes et banlieues) qui en perdent 0,6 % par an. Depuis trente ans, la population fléchit dans les principales villes des Ardennes. Entre 1999 et 2021, la baisse de population des principales communes ardennaises varie de 0,2 à 35%. Ainsi, Charleville-Mézières a vu sa population baisser de 16,4%, Sedan de 19,1%, Rethel de 7,8% et Revin de 35% passant de 8963 habitants à 5815 en l'espace d'un quart de siècle.
L’évolution plus défavorable en milieu rural provient de la dégradation démographique des pôles d’emploi ruraux, comme ceux de Fumay ou Vouziers, et dans une moindre mesure de celle de leur couronne. Elle est légèrement atténuée grâce à une petite progression de la population dans les autres communes rurales.
Les Ardennes, à l'exception des trois pôles urbains majeurs que sont Charleville-Mézières, Sedan et la pointe de Givet, se situent dans ce qui fut appelé la diagonale du vide (cette notion est aujourd'hui obsolète). Cette diagonale part des Ardennes, traverse la France par la Champagne-Ardenne, une petite partie de la Lorraine, la Bourgogne, l'Auvergne, le Limousin, les Cévennes, et se termine par les Landes et les Pyrénées. Peuvent être inclus la Corse, le centre de la Bretagne, la Guyane, Saint-Pierre-et-Miquelon et le massif alpin, en raison des conditions démographiques identiques à la diagonale du vide. À savoir, une faible densité de population, de l'ordre de 0 à 30 habitants au km2 en 2006, avec des exceptions pour les grandes agglomérations où les chiffres peuvent atteindre 300 à 2000 (généralement dans le bas de cette fourchette) habitants au km2.
Les Ardennes sont donc un département faiblement peuplé dans l'ensemble avec 51 habitants au km2 contre 107 pour la France.
Source : INSEE.

### Liste des communes
| Nom                  | Code Insee | Intercommunalité                | Superficie (km2) | Population (dernière pop. légale) | Densité (hab./km2) | Modifier                                    |
| -------------------- | ---------- | ------------------------------- | ---------------- | --------------------------------- | ------------------ | ------------------------------------------- |
| Charleville-Mézières | 08105      | CA Ardenne Métropole            | 31,44            | 45 634 (2022)                     | 1 451              | modifier les données · modifier les données |
| Sedan                | 08409      | CA Ardenne Métropole            | 16,28            | 16 727 (2022)                     | 1 027              | modifier les données · modifier les données |
| Rethel               | 08362      | CC du Pays Rethélois            | 18,58            | 7 435 (2022)                      | 400                | modifier les données · modifier les données |
| Givet                | 08190      | CC Ardenne rives de Meuse       | 18,41            | 6 356 (2022)                      | 345                | modifier les données · modifier les données |
| Revin                | 08363      | CC Ardenne rives de Meuse       | 38,42            | 5 795 (2022)                      | 151                | modifier les données · modifier les données |
| Nouzonville          | 08328      | CA Ardenne Métropole            | 10,92            | 5 548 (2022)                      | 508                | modifier les données · modifier les données |
| Bogny-sur-Meuse      | 08081      | CC Vallées et Plateau d'Ardenne | 23,16            | 4 947 (2022)                      | 214                | modifier les données · modifier les données |
| Vouziers             | 08490      | CC de l'Argonne Ardennaise      | 42,48            | 3 862 (2022)                      | 91                 | modifier les données · modifier les données |
| Villers-Semeuse      | 08480      | CA Ardenne Métropole            | 7,03             | 3 628 (2022)                      | 516                | modifier les données · modifier les données |
| Vrigne aux Bois      | 08491      | CA Ardenne Métropole            | 22,57            | 3 524 (2022)                      | 156                | modifier les données · modifier les données |
| Fumay                | 08185      | CC Ardenne rives de Meuse       | 37,56            | 3 118 (2022)                      | 83                 | modifier les données · modifier les données |
| Vivier-au-Court      | 08488      | CA Ardenne Métropole            | 9,34             | 2 811 (2022)                      | 301                | modifier les données · modifier les données |
| Carignan             | 08090      | CC des Portes du Luxembourg     | 14,01            | 2 745 (2022)                      | 196                | modifier les données · modifier les données |
| Bazeilles            | 08053      | CA Ardenne Métropole            | 37,49            | 2 459 (2022)                      | 66                 | modifier les données · modifier les données |
| Floing               | 08174      | CA Ardenne Métropole            | 7,43             | 2 277 (2022)                      | 306                | modifier les données · modifier les données |

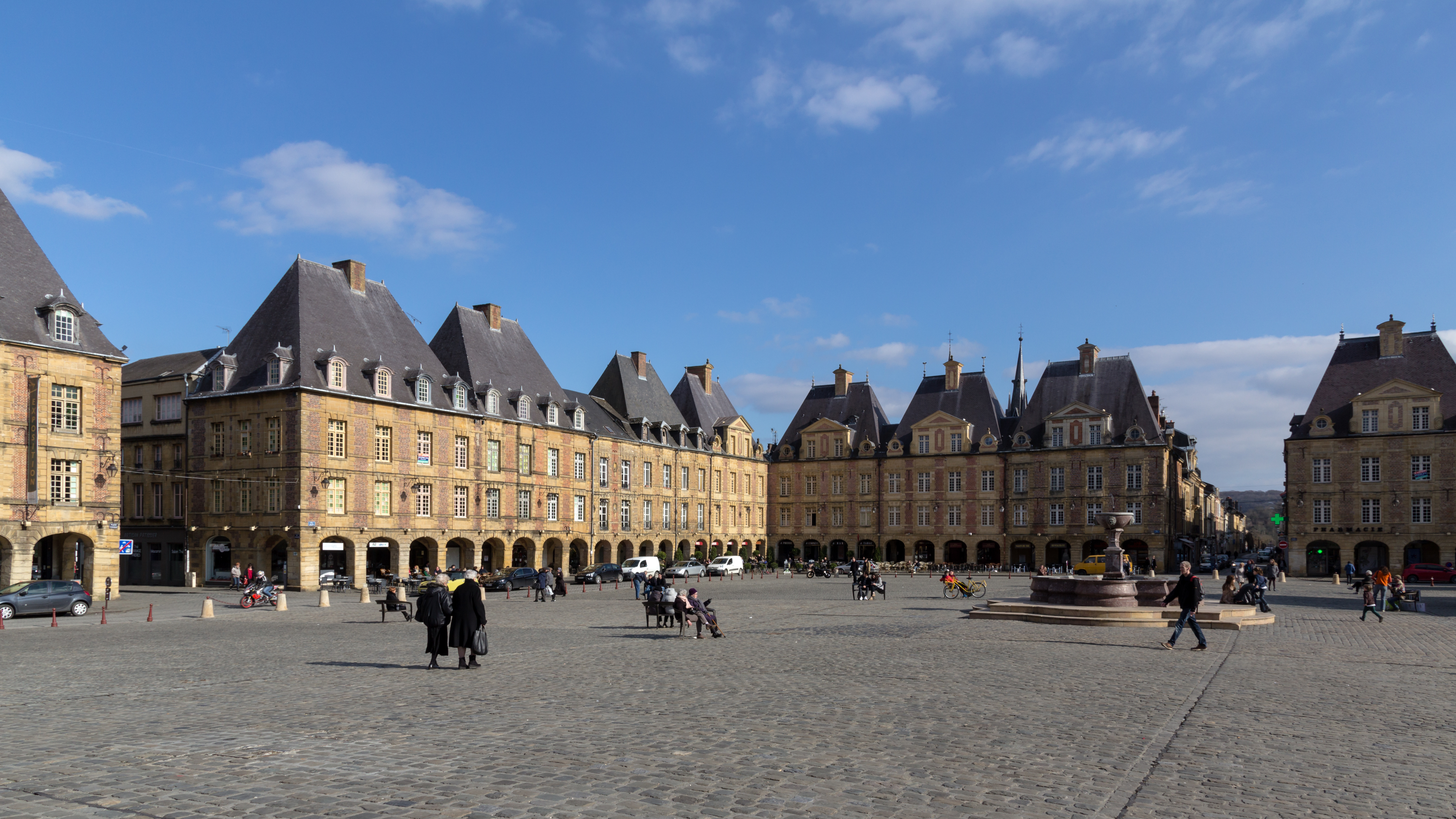
Charleville-Mézières sur la Meuse, principale ville du département des Ardennes.
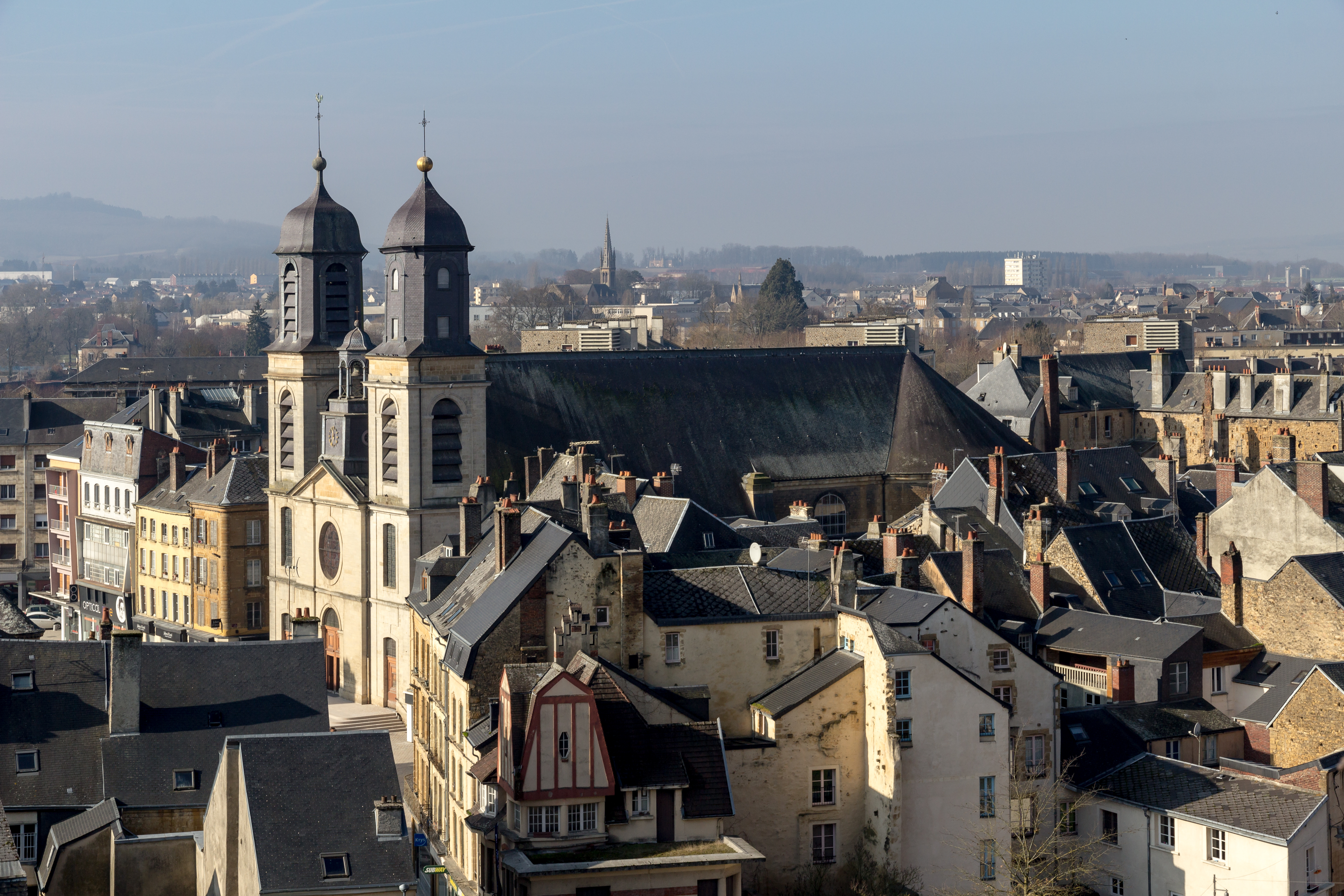
Sedan, également arrosée par la Meuse est la deuxième ville du département.
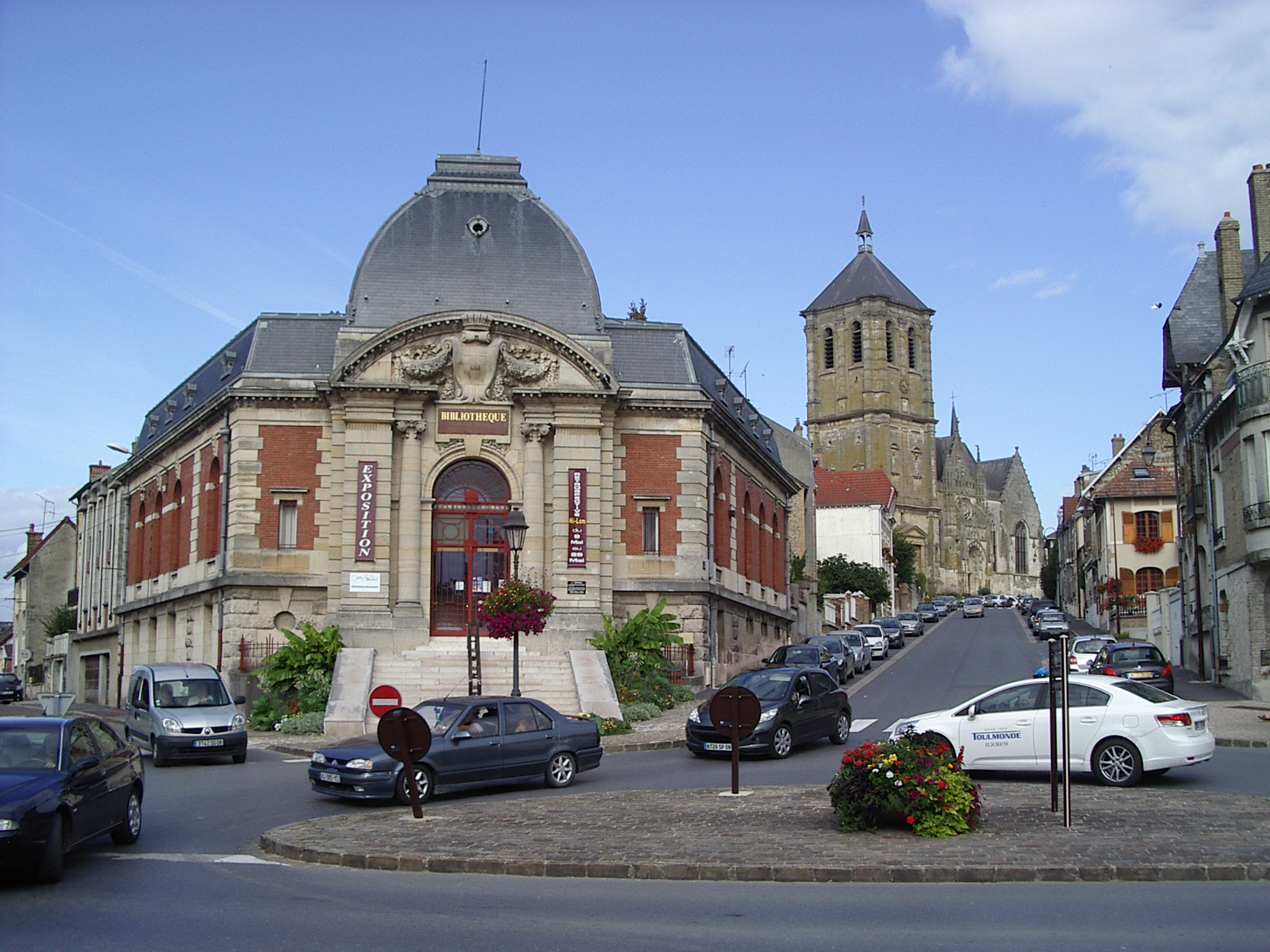
Rethel, ville arrosée par l'Aisne, est la troisième ville du département des Ardennes.

## Économie
La métallurgie a toujours été présente dans la vallée de la Meuse et de la Semoy depuis le temps des Gaulois jusqu'à l'avènement de la première manufacture d'armes créée en France en 1675, à Charleville. Sa situation entre le Nord qui lui fournissait du charbon pour remplacer le bois et l'Est qui lui fournissait le minerai sur la ligne du chemin de fer Calais-Bâle lui était favorable. L'économie du département, après avoir reposé sur l'agriculture (forêt et élevage, les cultures étant pauvres), repose depuis plus d'un siècle maintenant sur l'industrie (aujourd'hui en situation délicate) et sur le tertiaire bien que la part de la population active ardennaise travaillant dans ce secteur soit inférieure à la moyenne nationale. Au début du XIXe siècle, la région était la première de France pour le travail des métaux, grâce au charbon de bois. On n'y a jamais trouvé de charbon (seule l'ardoise de Fumay était exploitable) mais l'industrie métallurgique s'y est développée (boulons, vis, clous, dans les « boutiques »), le chemin de fer avec de nombreuses ramifications (Compagnie des chemins de fer des Ardennes de la famille Seillière, regroupée ensuite avec la Compagnie de l'Est) a accéléré cette industrialisation à la fin du XIXe siècle : Charleville, Sedan (qui avaient leurs tramways), Revin. Le journal L'Usine ardennaise est devenu L'Usine nouvelle.

Usines métallurgiques entre Charleville-Mézières et Fumay (Laifour, Fumay, Revin, Deville, Monthermé, Nouzonville, Neufmanil et Charleville)
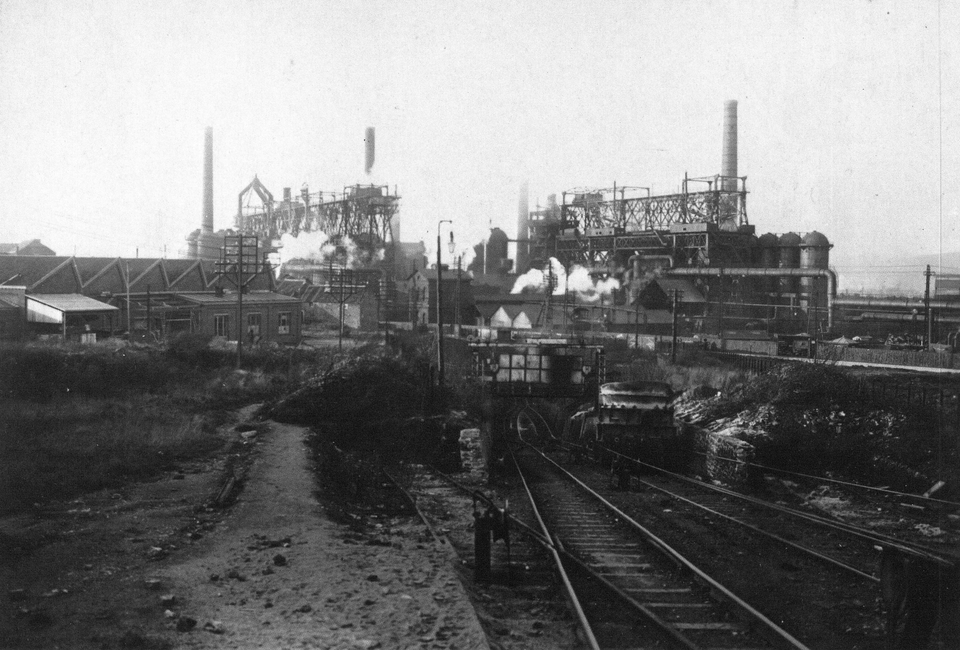
Ancienne aciérie dans la vallée de la Meuse, vers 1900. Probablement entre Charleville-Mézières et Fumay.
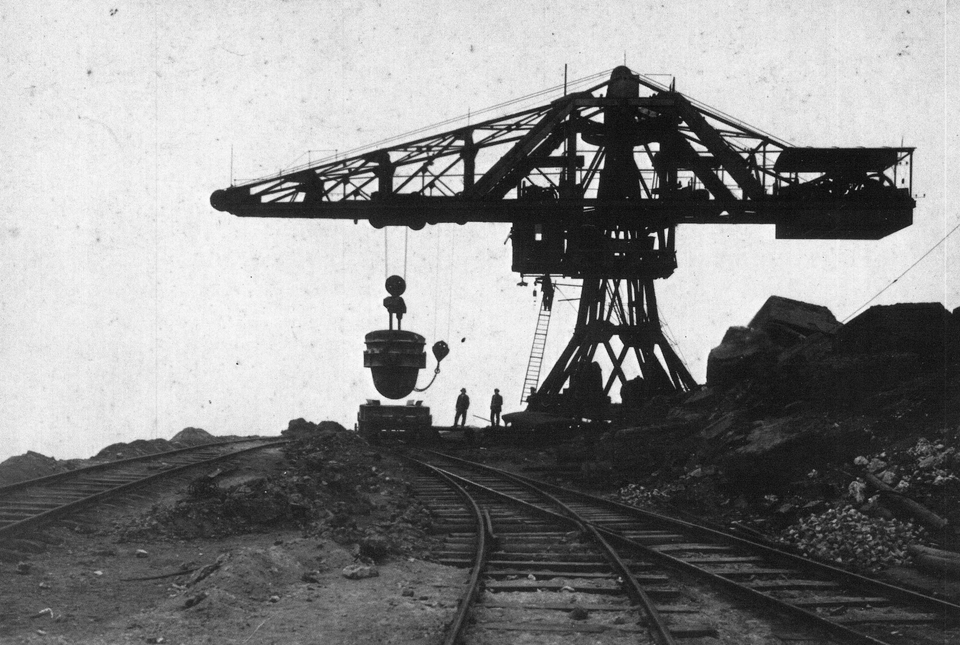
Dépôt des scories dans un crassier, vallée de la Meuse.
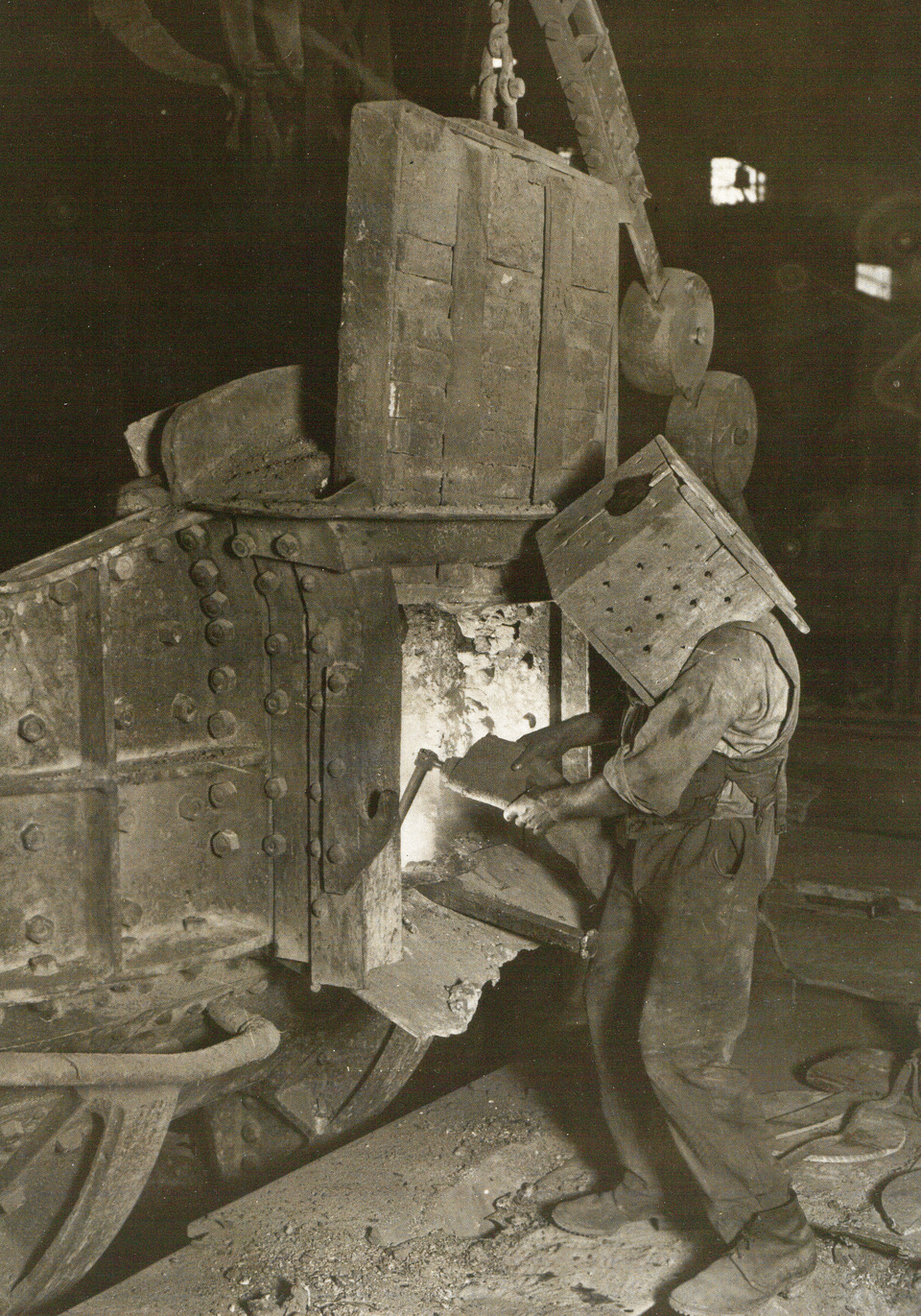
Ouverture d'un creuset, aciérie de la vallée de la Meuse, vers 1900.

La crise des années 1970-80 a précipité le déclin de l'activité métallurgique dans le département (les hauts fourneaux ou de simples ateliers ont fermé les uns après les autres : Blagny, Vireux-Molhain, Bogny, etc.). Il subsiste aujourd'hui de nombreux sous-traitants pour l'industrie ferroviaire (TGV par exemple) ou automobile (Hanon Systems, GMC, PSA, Mercedes, entre autres), Hermès s'est installé récemment à Bogny, PSA est installé à Villers-Semeuse-Les Ayvelles. Signalons la présence d'un site nucléaire, la centrale nucléaire de Chooz, supportant quelques réacteurs, dont à l'origine le premier réacteur à eau pressurisée (REP) de France. L'agriculture s'est considérablement développée avec les techniques industrielles (blé, maïs, betterave à sucre). Dans les années 2000, l'association ALE08 a contribué à développer dans le département de nombreuses installations de méthanisation rattachées à des fermes en polyculture-élevage.
Tous les ans, en septembre, la foire de Sedan est un grand événement commercial (2e de la région) qui réunit chaque année environ 250 000 personnes.
Pour développer l’économie locale, la CCI des Ardennes a mis en œuvre un dispositif appelé « Achat Ardennes », permettant de promouvoir le commerce de proximité. Ce portail web a pour objectif de présenter tous les commerçants des Ardennes, leurs produits et leurs services.

## Accompagnement de projets innovants
- L'incubateur d'entreprises Rimbaud'Tech accompagne stratégiquement les entreprises innovantes depuis 2017 à Charleville-Mézières grâce à une méthodologie séquencée et éprouvée.

## Tourisme

### Données générales
Dans le département, des monuments emblématiques comme le château de Sedan (site payant le plus fréquenté des Ardennes avec en moyenne 130 000 entrées par an), le site fortifié de Charlemont à Givet, le fort des Ayvelles ou encore la forteresse de Rocroi attirent chaque année de nombreux visiteurs. À leurs côtés, les nombreuses églises fortifiées et les sites médiévaux du département ainsi que la forêt ardennaise, la voie verte (piste cyclable reliant Montcy-Notre-Dame près de Charleville-Mézières à Givet longeant la vallée de la Meuse) favorisent un tourisme de week-end privilégiant les randonnées cyclos ou pédestres (tourisme vert).
Le tourisme culturel prend un certain essor avec les nombreux festivals (Le Cabaret Vert, Aymon Folk Festival, le Festival Mondial des théâtres de Marionnettes), sans oublier les musées (musée de l'Ardenne, musée Rimbaud...), les châteaux (château de Sedan, de Montcornet, de Hierges...), et l'intérêt grandissant pour le patrimoine industriel, mis de plus en plus en valeur.
Enfin, la création du parc naturel régional des Ardennes, le 21 décembre 2011 continue de favoriser ce type de tourisme de plus en plus recherché.
Statistiques de fréquentation des principaux évènements et sites touristiques
| Rang | Événement                                       | Entrées (2023) |
| ---- | ----------------------------------------------- | -------------- |
| 1    | Lac des Vieilles Forges                         | +420 000,      |
| 2    | Voie verte Trans-Ardennes                       | +240 000,      |
| 3    | Foire de Sedan                                  | 225 000        |
| 4    | Festival mondial des théâtres de marionnettes   | +168 500,      |
| 5    | Château-fort de Sedan*                          | +130 000,      |
| 6    | Le Cabaret Vert*                                | 127 000        |
| 7    | Fête de la bière de Charleville-Mézières        | 90 000         |
| 8    | Woinic                                          | +52 900,       |
| 9    | Musée de l'Ardenne*                             | 50 000         |
| 10   | Festival des confréries de Charleville-Mézières | 35 000         |
| 11   | Musée Arthur Rimbaud*                           | 30 000         |
| 12   | Festival médiéval de Sedan*                     | +21 000,       |
|      | *entrées payantes                               |                |

### Les résidences secondaires
Les achats de maisons par des Belges et des Néerlandais étaient fréquents dans la région car les prix étaient beaucoup moins élevés, dans les années 1970, que dans leur pays de résidence. Selon le recensement général de la population du 1er janvier 2020, 3,7 % des logements disponibles dans le département sont des résidences secondaires.
Communes ayant plus de 10 % de résidences secondaires en 2008 :
| Ville          | Population municipale | Nombre de logements | Rés. secondaires | % Résidences secondaires |
| -------------- | --------------------- | ------------------- | ---------------- | ------------------------ |
| Avaux          | 471                   | 262                 | 54               | 20,40 %                  |
| Rancennes      | 710                   | 372                 | 70               | 18,88 %                  |
| Thilay         | 1 058                 | 634                 | 117              | 18,38 %                  |
| Rocquigny      | 754                   | 421                 | 64               | 15,09 %                  |
| Signy-le-Petit | 1 299                 | 659                 | 72               | 10,99 %                  |

- Source INSEE, chiffres au 1er janvier 2008.

## Histoire

### Étymologie
Le toponyme Ardenne désignait selon les Romains un territoire qui couvrait, en partie, le vieux massif montagneux mentionné par Jules César dans l'ouvrage qui lui est attribué, La Guerre des Gaules. Cela couvrait aussi le territoire des Trèvires (Chiers) à celui des Rèmes (Marne), des Nerviens (Sambre) jusqu'aux Aquatuques (Namur), ainsi que l'Arduenna Sylva pour la forêt de pins du plateau de Bastogne. Puis, il aurait été transformé en Ardenna au VIe siècle. Le département faisait partie du territoire des Rèmes et la frontière avec les trévires se situait à Mouzon.
Ce toponyme est absent des noms des communes du département des Ardennes alors que ceux d'Argonne (Beaumont-en-Argonne), de Porcien (Château-Porcien, Novion-Porcien, Chaumont-Porcien) ou encore de Champagne (Vaux-Champagne) leur sont parfois accolés et ont tous une connotation d'appartenance régionale. C'est pourquoi le nom d' Ardenne n'est pas spécifique au département ; ainsi, se retrouve-t-il dans bien d'autres régions de France par exemple, dans la France de l'Ouest et du Centre-Ouest ; de Belgique, du Luxembourg, il a alors le sens habituel - et d'origine celtique - de sombre, espace profond et forêt.

### Histoire du département des Ardennes

#### XVIIIesiècle

Carte des Ardennes (1790).

Le département a été créé à la Révolution française, le 4 mars 1790, en application de la loi du 22 décembre 1789, à partir d'une partie des anciennes provinces de Champagne et d'Argonne, de plusieurs principautés, dont celles d'Arches et de Sedan, de comtés (comme Rethel) et de différents territoires rattachés à la France (provenant des anciens Pays-Bas espagnols) et du duché de Luxembourg jusqu'au XVIIIe siècle.
Le 12 mai 1793, le département s'agrandit du bailliage liégeois de Couvin et du comté d'Empire de Fagnolle et le 26 octobre 1795 d'une partie du duché de Bouillon.

#### XIXesiècle
Après la victoire des coalisés à la bataille de Waterloo (18 juin 1815), le deuxième traité de Paris soustrait au département des Ardennes pour les rattacher au royaume des Pays-Bas les territoires de Bouillon, Couvin, Mariembourg, Fagnolle et Philippeville. Par ailleurs, le département est occupé par les troupes prussiennes de juin 1815 à novembre 1818.
Le 2 septembre 1870, Sedan est le lieu de la capitulation de Napoléon III lors de la bataille de Sedan face aux troupes des États prussiens coalisés commandées par Helmut von Moltke. Le roi de Prusse Guillaume Ier (Wilhelm I), futur empereur du IIe Reich sous le même nom, et Bismarck assistent à la bataille depuis des collines dominant Sedan. La défaite sonne le glas du Second Empire, et conduit à la naissance de la Troisième République française le 4 septembre 1870.

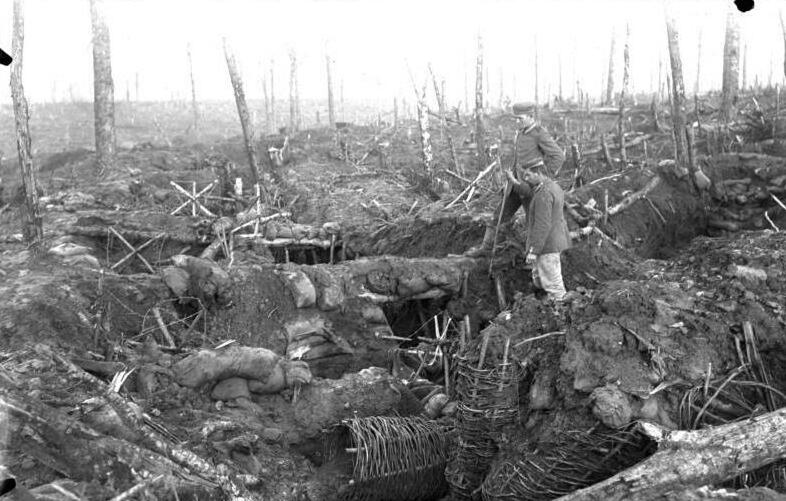
Forêt d'Argonne en octobre 1915, ravagée par les tirs d'obus.

#### XXesiècle
Pendant les deux conflits mondiaux du XXe siècle, pour des raisons stratégiques, la région est à chaque fois le lieu de passage de l'invasion ennemie, à cause de la faible largeur de la Meuse et de sa vallée encaissée. Les militaires français considèrent que la région se défend toute seule grâce à son relief et à ses forêts épaisses présentes sur le nord du département, et négligent la défense de ce territoire.

##### Première Guerre mondiale
Durant la Première Guerre mondiale, Charleville est le QG du Kronprinz ; c'est à Vouziers, entre autres, que se sont battues les légions tchécoslovaques avec celui qui allait devenir le premier président de la république, Masaryk, et c'est aussi à côté de cette même ville qu'a été abattu l'avion de Roland Garros.
C'est le seul département français à avoir été occupé entièrement pendant la durée du conflit, le nord de la Lorraine (Moselle) et l'Alsace ayant été rattachés à l'Empire allemand depuis 1871.

##### Seconde Guerre mondiale
Lors de la Seconde Guerre mondiale, l'effort principal de l'armée allemande s'est porté sur ce territoire, notamment sur la rive droite de la Meuse, symbolisé par la percée de Sedan, qui allait entraîner les troupes françaises dans le piège stratégique du Plan jaune conçu par le général Erich von Manstein et approuvé par Hitler.
C'est dans ce département que finissait la ligne Maginot : le dernier ouvrage de cette ligne (La Ferté) se situe à environ cinq kilomètres de Carignan. L'état-major français ne voulait pas continuer la ligne de défense le long de la frontière avec la Belgique, pays neutre et ami. De plus, il espérait que la géographie particulière et la forêt pourraient arrêter l'armée allemande.
Après l'armistice de 1940, les Ardennes ont été déclarées « zone interdite » (en fait zone de peuplement allemand possible) pendant toute l'occupation militaire. Durant l'occupation, une grande partie des terres agricoles de ce département furent exploitées par le IIIe Reich sous le nom de WOL (Wirtschaftsoberleitung).

#### XXIesiècle
Au 1er janvier 2016 la région Champagne-Ardenne, à laquelle appartenait le département, fusionne avec les régions Alsace et Lorraine pour devenir la nouvelle région Grand Est.
En 2020, le département est touché par l’épidémie de coronavirus.

### Héraldique
| Armes du département des Ardennes | Les armes proposées par Robert Louis pour le département des Ardennes se blasonnent ainsi : D'azur à la bande d'argent côtoyée de deux doubles cotices potencées et contre-potencées d'or, au chef de gueules chargé de trois râteaux démanchés d'or ordonnés 2 et 1. Elles n'ont jamais été officiellement adoptées. |

## Administration

### L'organisation administrative

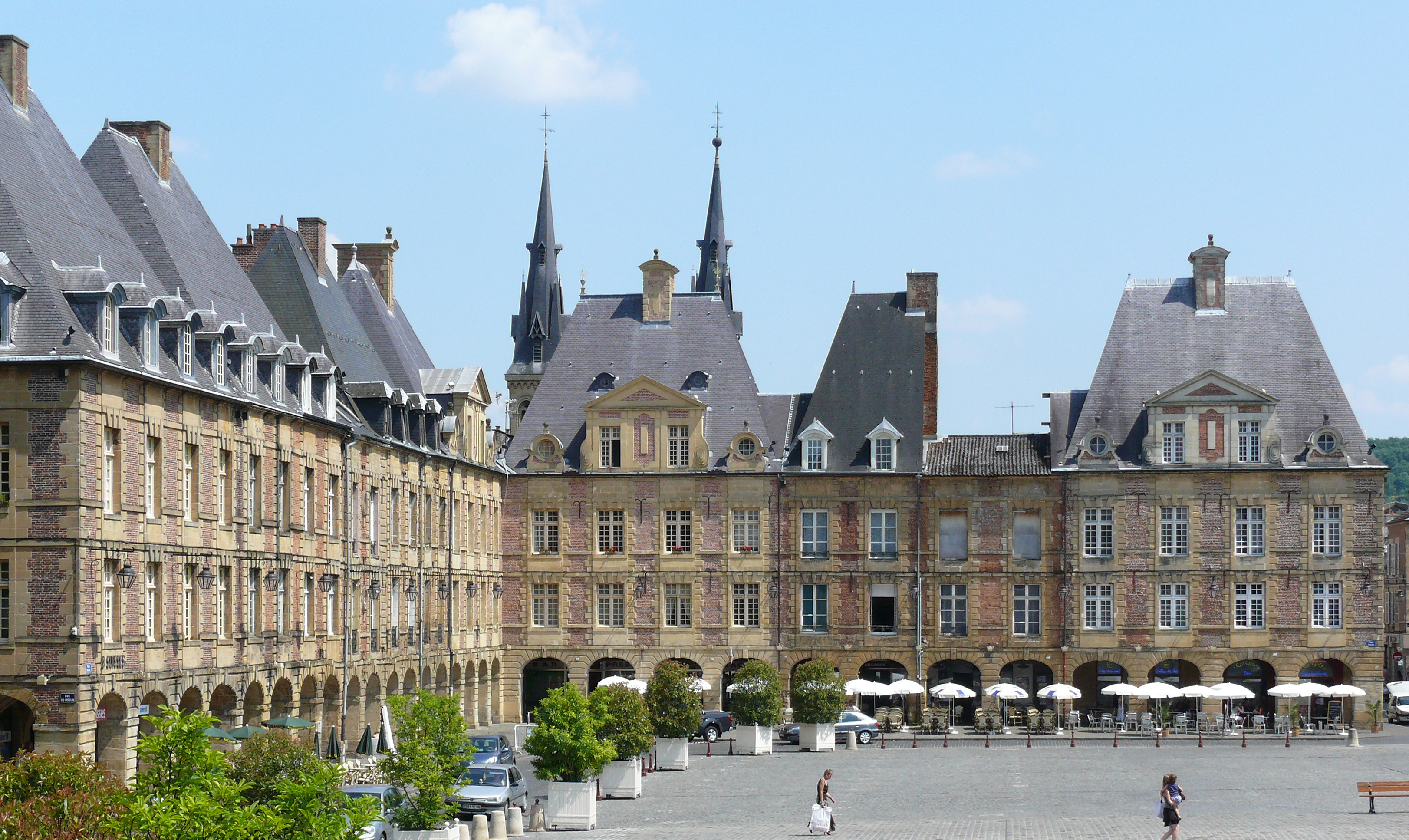
La place ducale à Charleville-Mézières, préfecture du département des Ardennes.

Le siège de la préfecture du département des Ardennes est fixé à Charleville-Mézières et les trois sous-préfectures sont, par ordre alphabétique, Rethel, Sedan et Vouziers.
Rocroi fut également sous-préfecture jusqu'en 1926.
Par ailleurs, le siège départemental du conseil départemental des Ardennes est également situé à Charleville-Mézières.

### L'organisation territoriale

Carte des communes du département des Ardennes.

Le département des Ardennes est composé au 1er janvier 2020 de 449 communes qui sont rassemblées en 19 cantons, lesquels sont regroupés en quatre arrondissements de tailles différentes.
Le plus grand des arrondissements du département est celui de Charleville-Mézières tandis que le plus petit est celui de Sedan qui est deux fois moins étendu. Cependant, ces deux arrondissements qui occupent la partie septentrionale du département des Ardennes cumulent les 4/5 de la population départementale.
Les deux autres arrondissements, Rethel et Vouziers, occupent la partie méridionale du département avec des superficies à peu près comparables mais sont très peu peuplés.

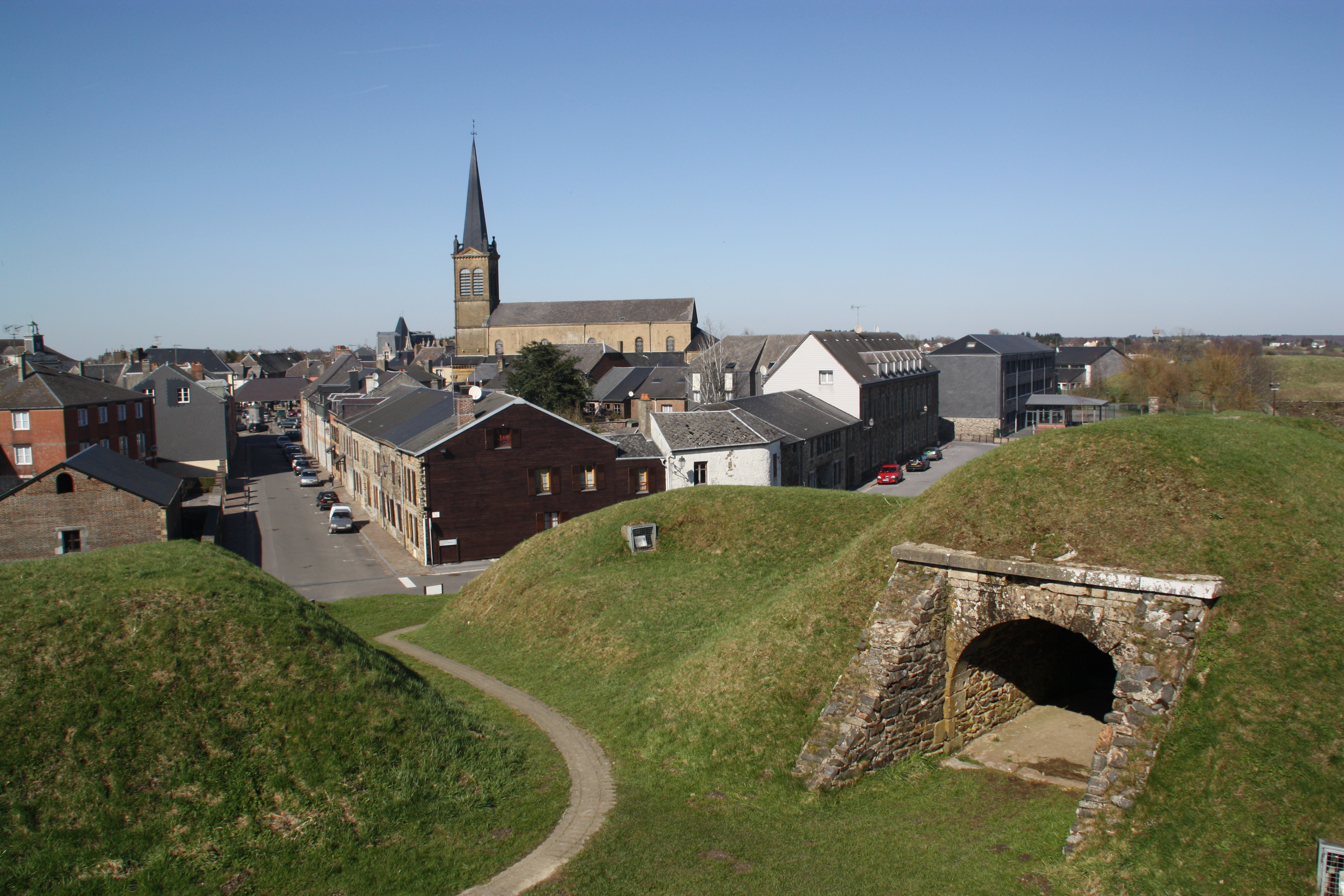
La petite cité de Rocroi fut sous-préfecture des Ardennes jusqu'en 1926.

Avant le décret-loi Poincaré du 10 septembre 1926 qui a supprimé de nombreuses sous-préfectures en France, le département comptait cinq arrondissements ; outre les quatre sus-mentionnés, le cinquième était celui de Rocroi - dont la petite cité historique est située dans le nord-ouest du département et est proche de la Belgique - qui a été annexé dans sa totalité à l'arrondissement de Charleville-Mézières depuis cette date. L'ancien arrondissement de Rocroi regroupait alors six cantons - dont quatre frontaliers avec la Belgique - qui étaient par ordre alphabétique ceux de Fumay, Givet, Revin, Rocroi, Rumigny et Signy-le-Petit.

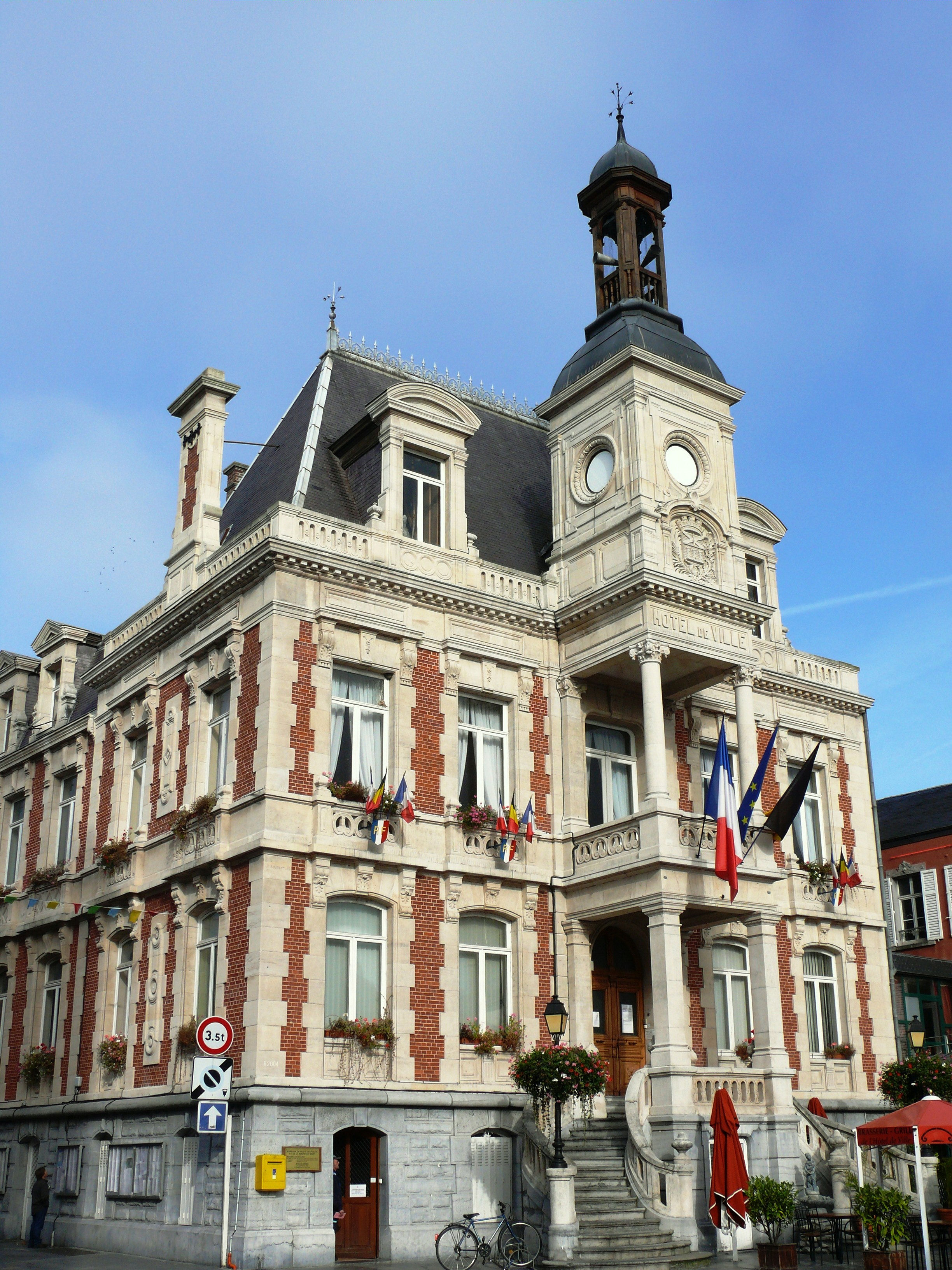
L'hôtel de ville de Givet, ville frontalière avec la Belgique.

Unique département de la région Champagne-Ardenne à disposer d'une frontière avec la Belgique, le département des Ardennes y alignait dix cantons frontaliers qui, d'est en ouest, étaient ceux de Carignan, Sedan-Est, Sedan-Nord, Sedan-Ouest, Nouzonville, Monthermé, Fumay, Givet, Rocroi et Signy-le-Petit.
Dans le cadre des intercommunalités, le département des Ardennes est composé d'une communauté d'agglomération organisée autour de la ville-préfecture, dénommée Ardenne Métropole, et en sept communautés de communes.

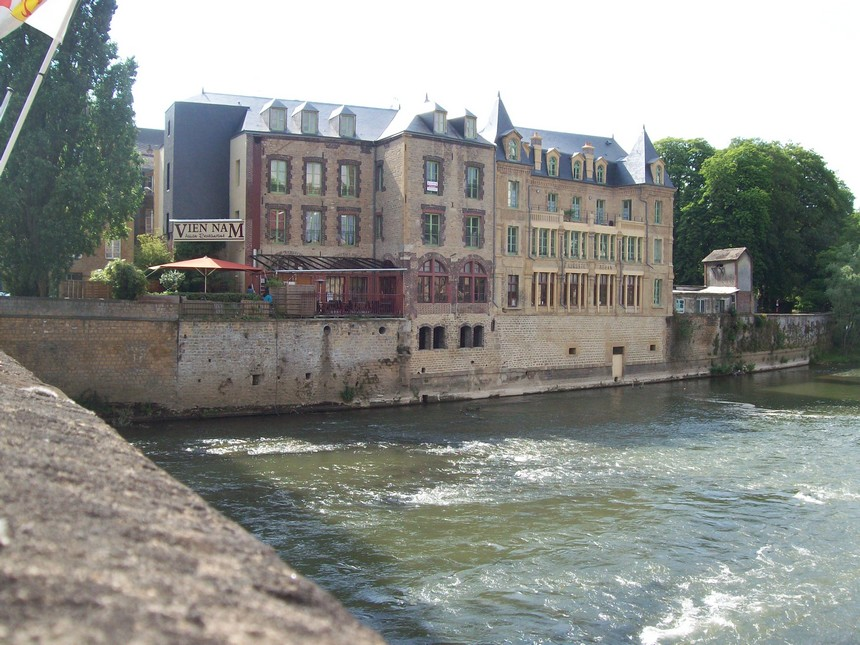
La Meuse à Sedan, sous-préfecture et deuxième ville des Ardennes.
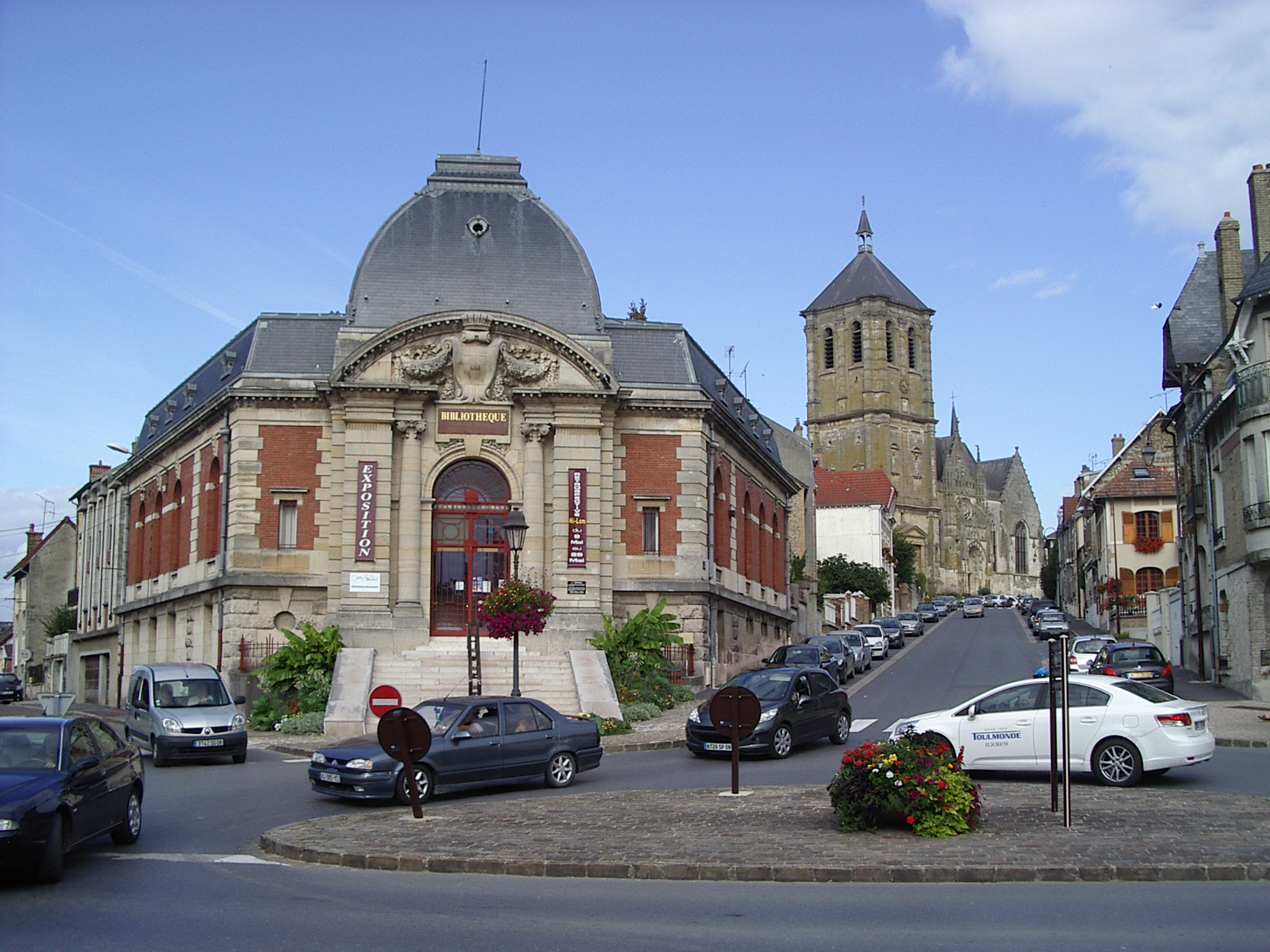
Rethel, sous-préfecture des Ardennes et troisième ville du département.
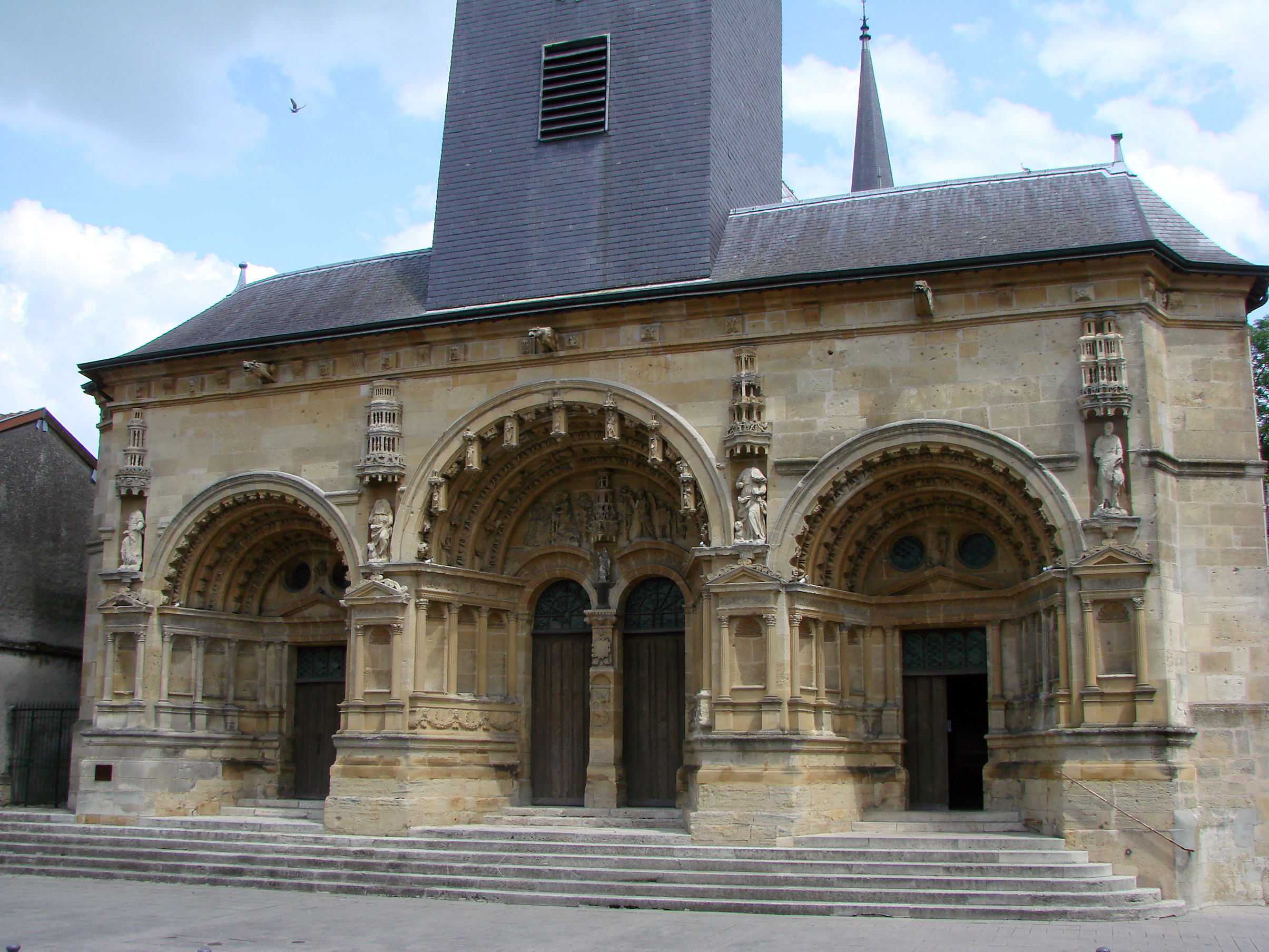
Vouziers, la plus petite sous-préfecture du département des Ardennes.

### Liste des collectivités territoriales
- Liste des communes des Ardennes
- Liste des anciennes communes du département des Ardennes
- Liste des cantons des Ardennes
- Arrondissement de Charleville-Mézières
- Arrondissement de Rethel
- Arrondissement de Sedan
- Arrondissement de Vouziers
- Liste des intercommunalités des Ardennes
- Conseil départemental des Ardennes

## Politique
- Liste des députés des Ardennes
- Liste des sénateurs des Ardennes
- Liste des conseillers généraux des Ardennes
- Liste des préfets des Ardennes

## Culture

### Langues régionales

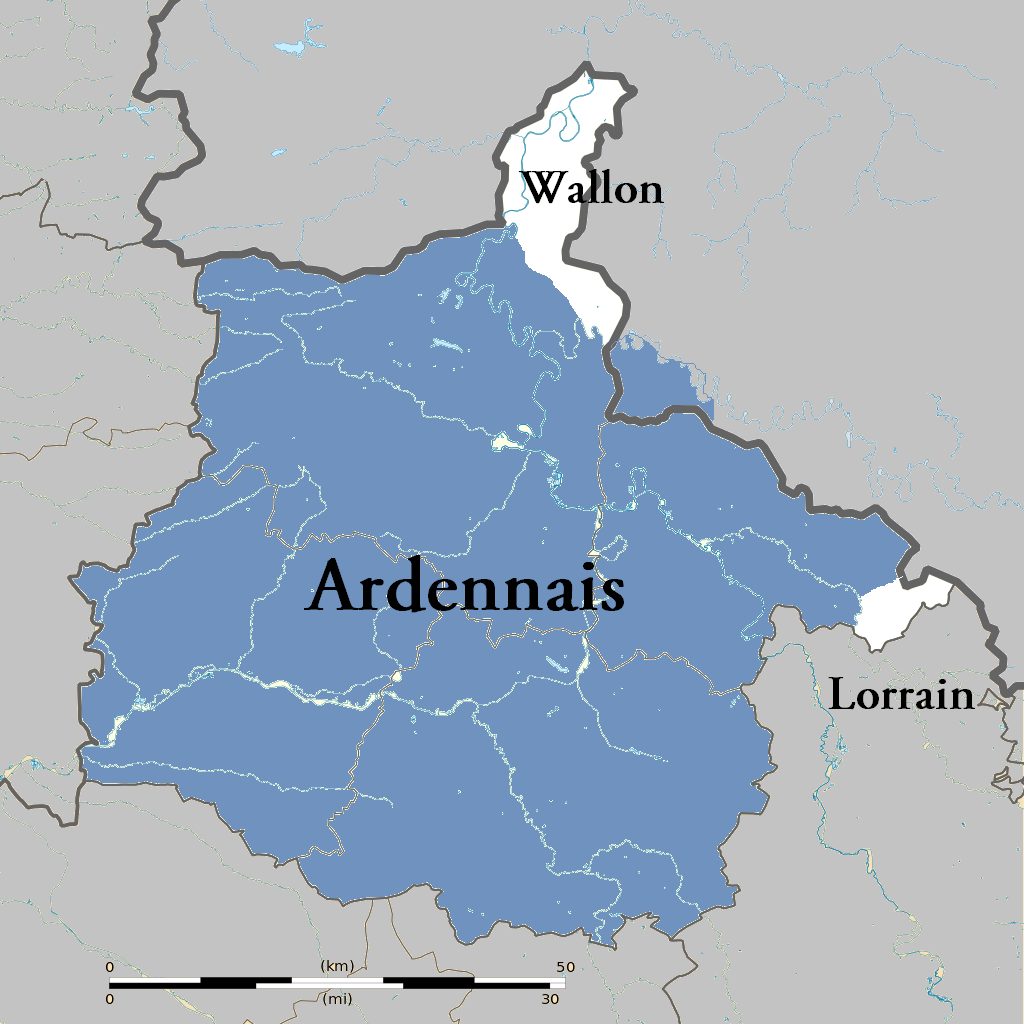
Langues régionales dans le département des Ardennes : ardennais (bleu), wallon et lorrain.

Historiquement le dialecte ardennais, forme locale du champenois, était parlé dans la majeure partie du département, à l'exception de l'extrême nord du département, de culture wallonne.
D'après Abel Hugo, en 1835, on parlait français dans toute la partie du département qui forme la vallée de l'Aisne et dans les villes du bassin versant de la Meuse. De ce côté, les habitants des campagnes avaient encore un parler dont ils ne faisaient usage qu'entre eux, dans les joies de leurs fêtes locales et lors de leurs travaux communs dans les champs. À cette époque, tous les hommes comprenaient et parlaient suffisamment le français pour converser avec les étrangers et les habitants des villes. Des régionalismes restent en usage.

### Festivals
À Charleville-Mézières, depuis plus de 40 ans (la première fois en 1961 à l'initiative de Jacques Félix), a lieu le Festival mondial des théâtres de marionnettes (maintenant tous les deux ans) ; il a accueilli lors de son édition de 2009 plus de 200 000 personnes.
Le Festival Rock et Territoire Le Cabaret vert a accueilli plus de 95 000 festivaliers lors de la dixième édition en 2014 et se déroule tous les ans à Charleville-Mézières, ce qui en fait le 7e festival de France par sa fréquentation.
Le festival Les Ailleurs poétiques organise des événements au mois d'octobre dans certaines communes ardennaises.

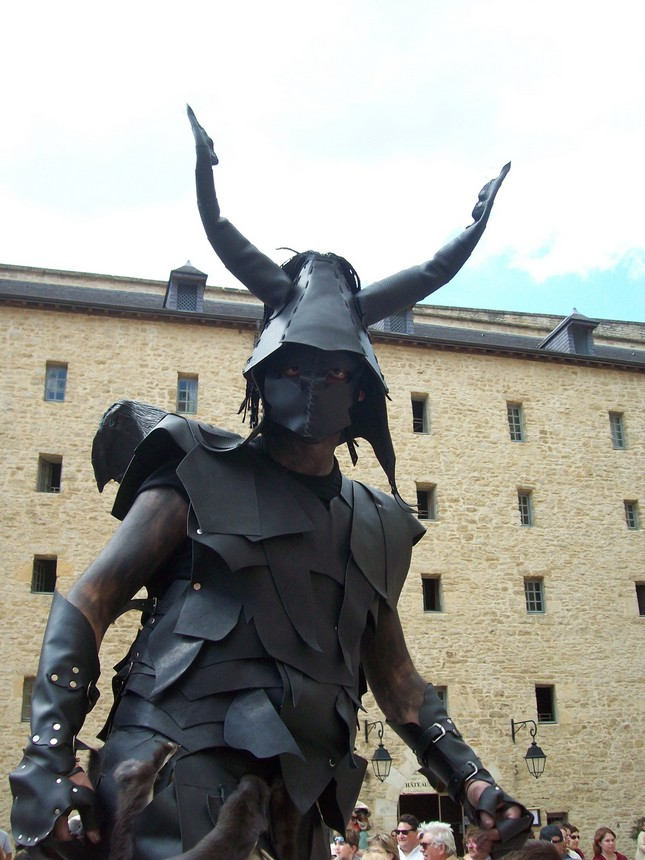
Festival médiéval de 2011.

À Sedan a lieu chaque année le festival médiéval autour du château de Sedan, le plus grand château fort d'Europe. C'est un événement qui rassemble plus de 30 000 spectateurs.

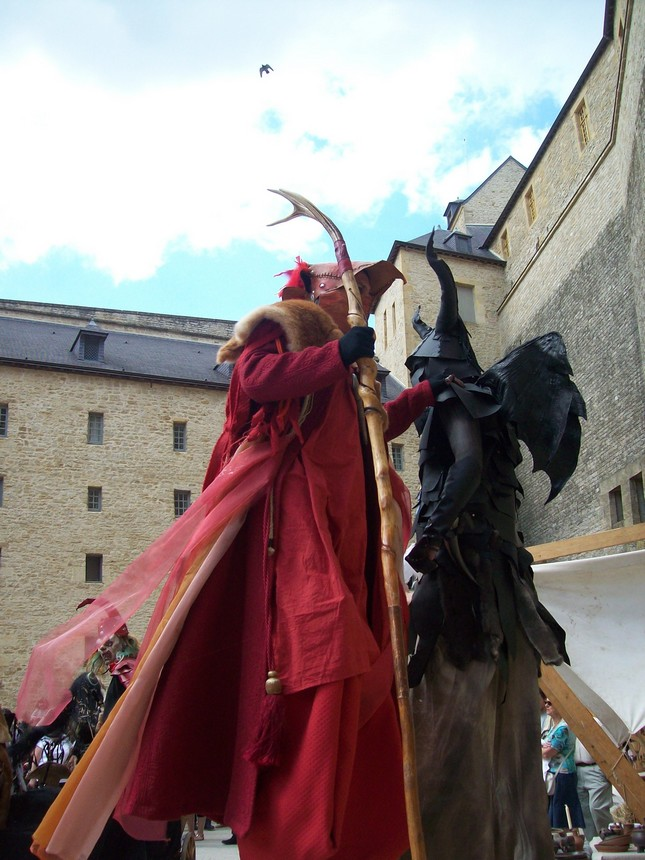
Festival médiéval de 2011.

À Rethel, les fameuses fêtes de sainte Anne existent depuis plus de 200 ans.
À Bogny-sur-Meuse se déroule le festival Aymon Folk et réunit près de 10 000 personnes.
À Fumay, le Festimeuse regroupe 10 000 festivaliers.
Le festival de la Cassine a accueilli 7 000 personnes lors de la 3e édition en 2010 mais il n'y a pas eu d'édition en 2013 et 2014.
Le festival métal de Vouziers accueille quant à lui environ 2 000 personnes. Le festival Rock sur El'Mont à Aiglemont a accueilli en 2010, plus de 2 000 personnes. Enfin se déroule à Douzy chaque mois de juillet tous les deux ans le Douzy'k Festival qui regroupe entre 5 000 et 7 000 festivaliers à chaque édition.
L'Argonne n'est pas en reste avec deux événements musicaux. De 1994 à 2012, le village de Louvergny a accueilli, début août, un festival lyrique, Les Rencontres de Louvergny, au cœur de la campagne argonnaise, où se produisaient des chanteurs de la scène internationale provenant de différents pays ; il fut remplacé, en 2014, par les musicales de Louvergny. Plus récemment, les Notes d'Argonne propose à travers le massif argonnais des concerts de musique classique avec des interprètes régionaux ou nationaux (session de mai 2008 : Patrice Fontanarosa et Marielle Nordmann). Ces deux événements ont eu un succès immédiat dans la région et le public n'a cessé d'affluer depuis.

### Ardennes dans les contes et légendes

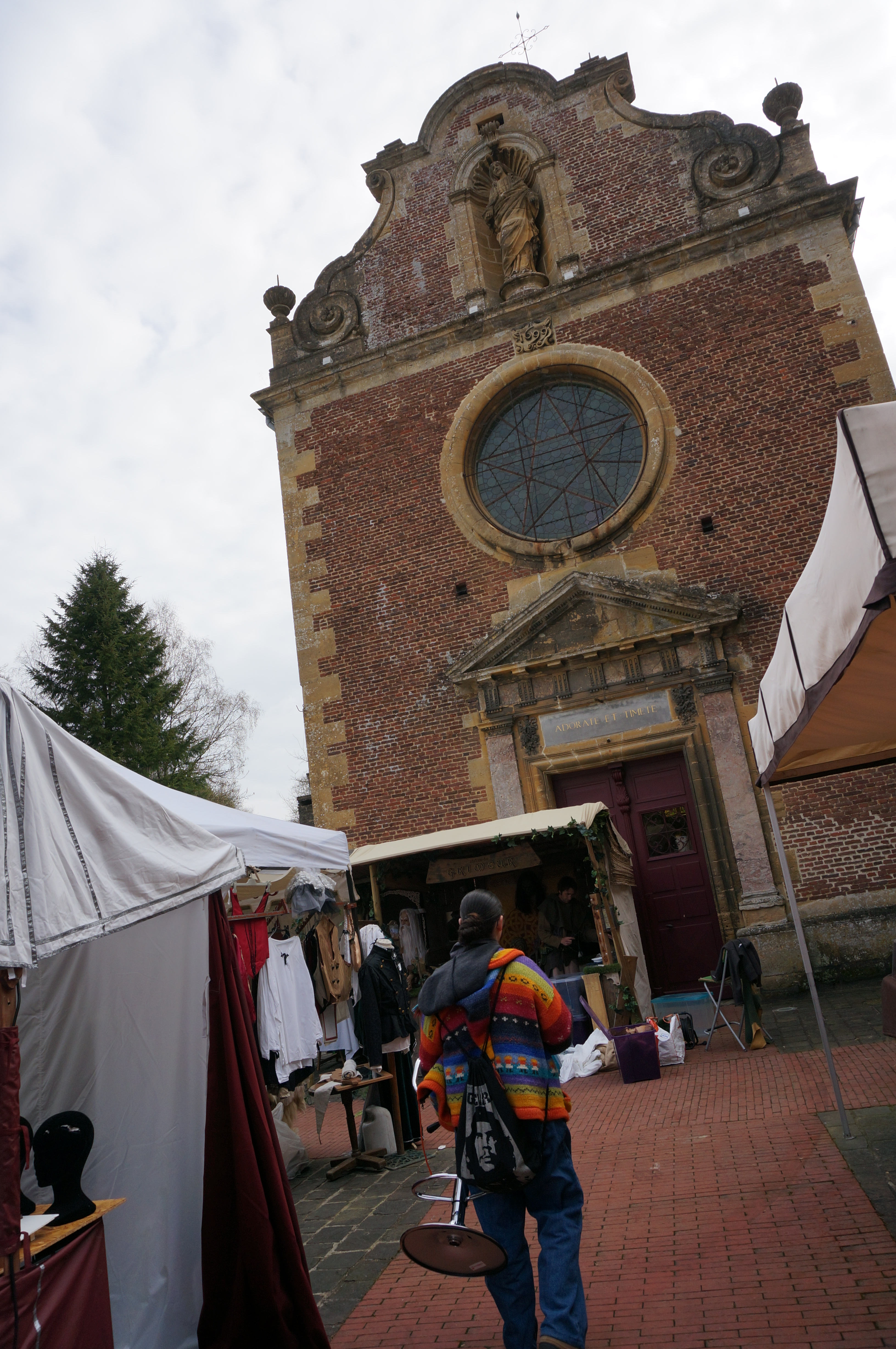
Les légendes dans le cadre de l'abbaye de Laval Dieu.

Depuis très longtemps la région est une terre de légendes, grâce à ses rochers, ses rivières et lacs, sa forêt épaisse et sombre : par exemple les Quatre fils Aymon, chevaliers sur leur cheval Bayart aidés par l'enchanteur Maugis qui donna son nom au village de Pont-Maugis, à l'époque de Charlemagne. Elles sont commémorées par le festival du Printemps des Légendes à Monthermé.

### Ardennes dans la littérature
Le roman d'Yves Gibeau, Les Gros Sous (1953), se déroule dans le Sud-Ouest du département.
Les Ardennes servent de décor au roman de Julien Gracq, Un balcon en forêt, publié en 1958 et dont Michel Mitrani a fait un film en 1979 avec Jacques Villeret. Ce roman/récit prend appui sur l'expérience de soldat de l’auteur au début de la Seconde Guerre mondiale.
La région sert de toile de fond à l'écrivain ardennais André Dhôtel (1900-1991), notamment dans Le Pays où l’on n’arrive jamais.
L'auteur Jérôme Hurstel y place l'intrigue de son roman Quand vient l'aube (2017), notamment dans les régions de Signy-l'Abbaye et Charleville-Mézières.

### Ardennes au cinéma
Le département dispose d'un cadre naturel varié (vallée de la Meuse, frontière entre la Belgique et la France, forêts du plateau ardennais…) favorisant la production de films et de téléfilms dont les premiers remontent à la fin des années 1960 et dans les années 1970.
Le Train (1973) avec Jean-Louis Trintignant et Romy Schneider a été en partie tourné dans la vallée de la Meuse, Maigret chez les Flamands (1976), roman de Georges Simenon là aussi, qui connaissait la région en voisin (Liège) puisqu’il l'a beaucoup parcourue, situe l'action à Givet (le téléfilm avec Jean Richard y a été tourné).
Le film de Claude Autant-Lara, Les Patates réalisé en 1969, avec Pierre Perret, a été entièrement tourné à Bourg-Fidèle, village situé sur le plateau de Rocroi.
En 2006, Les Enfants du pays de Pierre Javaux, avec Michel Serrault, se situe dans un petit village noyé dans la forêt des Ardennes en mai 1940, au moment où 5 tirailleurs sénégalais se trouvent isolés de leur régiment, perdus, face à un vieil homme et à ses deux petits-enfants restés seuls après l'exode de la population.
En 2007, Marcel Trillat tourne Silence dans la vallée, documentaire sur la liquidation des forges de Nouzonville, les Ateliers Thomé-Génot, par des repreneurs américains qui vident la trésorerie à leur profit. Cellatex avait connu le même sort à Givet en 2000.

### Les Ardennais célèbres

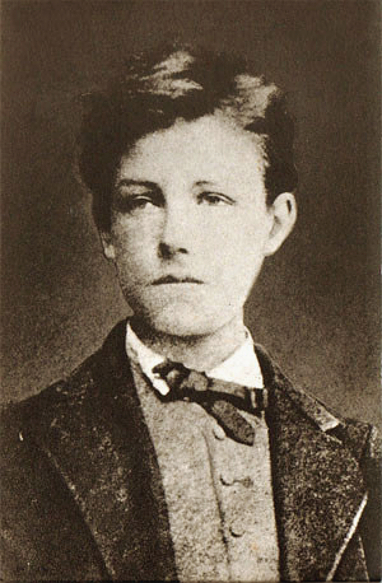
Arthur Rimbaud est natif de Charleville-Mézières.

- Arthur Rimbaud, poète né à Charleville en 1854.
- Michel Fourniret, pédophile et tueur en série français né le 4 avril 1942 à Sedan.
- Jérémy Ferrari, né le 6 avril 1985 à Charleville-Mézières. Comédien et humoriste, il pratique l'humour noir.
- Hippolyte Taine, né à Vouziers, contribua aux avancées du positivisme notamment dans le domaine de l'histoire.
- Albert Caquot, polytechnicien et académicien, construisit de nombreux ouvrages d'art et fit d'autres inventions en particulier dans l'aéronautique.
- Dom Mabillon fonda au XVIIe siècle la critique historique moderne.
- la famille Hachette dont Louis-Christophe-François fonda la célèbre maison d'édition.
- l'abbé de La Caille, astronome et cartographe du XVIIIe siècle.
- le peintre Alexandre-François Desportes.
- Le vicomte de Turenne, né au château de Sedan, 11 septembre 1611, maréchal de France.
- le général Alfred Chanzy né le 18 mars 1823 à Nouart.
- Robert Debré, né le 7 décembre 1882 à Sedan, fondateur du système hospitalo-universitaire français et de la pédiatrie moderne.
- Yannick Noah, champion de tennis, puis chanteur de variété, né à Sedan le 18 mai 1960. Son père, Zacharie Noah, fut défenseur de l'UA Sedan-Torcy avec qui il gagna la Coupe de France de football en 1961.
- René Daumal, écrivain né le 16 mars 1908 et décédé le 21 mai 1944.
- Christian Poncelet, l'ancien président du Sénat, né à Blaise en 1928.
- Christian Sudol, ancien homme d'affaires, né le 19 septembre 1962 et décédé le 12 janvier 2016.
- André Dhôtel, écrivain, né le 1er septembre 1900 à Attigny et décédé le 22 juillet 1991 dans le 15e arrondissement de Paris.
- Jacques Boucher de Perthes, préhistorien.
- Étienne Macdonald, né à Sedan, maréchal d'Empire en 1809.
- Étienne Nicolas Méhul, compositeur né à Givet en 1763.
- Étienne Riché, ministre, né à Charleville en 1883.
- Jean-Nicolas Corvisart, né à Dricourt en 1755 (médecin de Napoléon).
- Abbé Jean Meslier, né à Mazerny le 15 juin 1664 (prêtre et philosophe des Lumières français).
- Jean de Schulemberg (1597, Guincourt - 1671, Montdejeu), comte de Montdejeu, maréchal de France sous Louis XIV.
- Robert de Sorbon fonda la Sorbonne au XIIIe siècle.

Les « Juste parmi les nations » du département
- Nestor Prime (Baâlons)
- Roger Prime (Baâlons)
- Albert Ducloux (Beaumont-en-Argonne)
- Clémence Ducloux (Beaumont-en-Argonne)
- Odette Chauveau (Carignan)
- Daniel Brunet (Faux)
- Juliette Brunet (Faux)
- Georges Wimart (Fraillicourt)
- Denise Wimart Lion (Fraillicourt)
- Jeanne Wimart (Fraillicourt)
- Georges Dereims (Hauviné)
- Lucienne Dereims (Hauviné)
- Gabriel Cailac (La Besace)
- Sara Cailac (La Besace)
- Lucien Achart (Lalobbe)
- Marie Achart (Lalobbe)
- Marie-Thérèse Leroux Trouillet (Reims) (Poix-Terron)
- Jean-Marie Leroux (Reims) (Poix-Terron)
- Jean Tarradou (Seraincourt)
- Juliette Tarradou (Seraincourt)
- Camille Maljean (Tétaigne)
- Louis Maljean (Tétaigne)
- Mélanie Maljean (Tétaigne)
- Albert Didier (Verpel)
- Suzanne Didier (Verpel)
- Alice Laroche Ficher (Wadelincourt)

### La presse locale dans les Ardennes
Les journaux régionaux sont : L'Ardennais (de Charleville-Mézières) et L'Union : ils ont maintenant une rédaction commune, seule la première page diffère.
Depuis 2009, un journal hebdomadaire est publié dans les Ardennes : La Semaine des Ardennes. Imprimé à Charleville-Mézières, il est tiré à plus de 2 000 exemplaires.
Une revue ardennaise consacrée à la nature est également bien connue, La Hulotte.